# 건축

15세기 초의 플로렌스 대성당의 돔의 건축을 통해, 필리포 브루넬레스키는 빌딩과 도시뿐만 아니라 건축가의 역할과 지위를 바꾸었다.

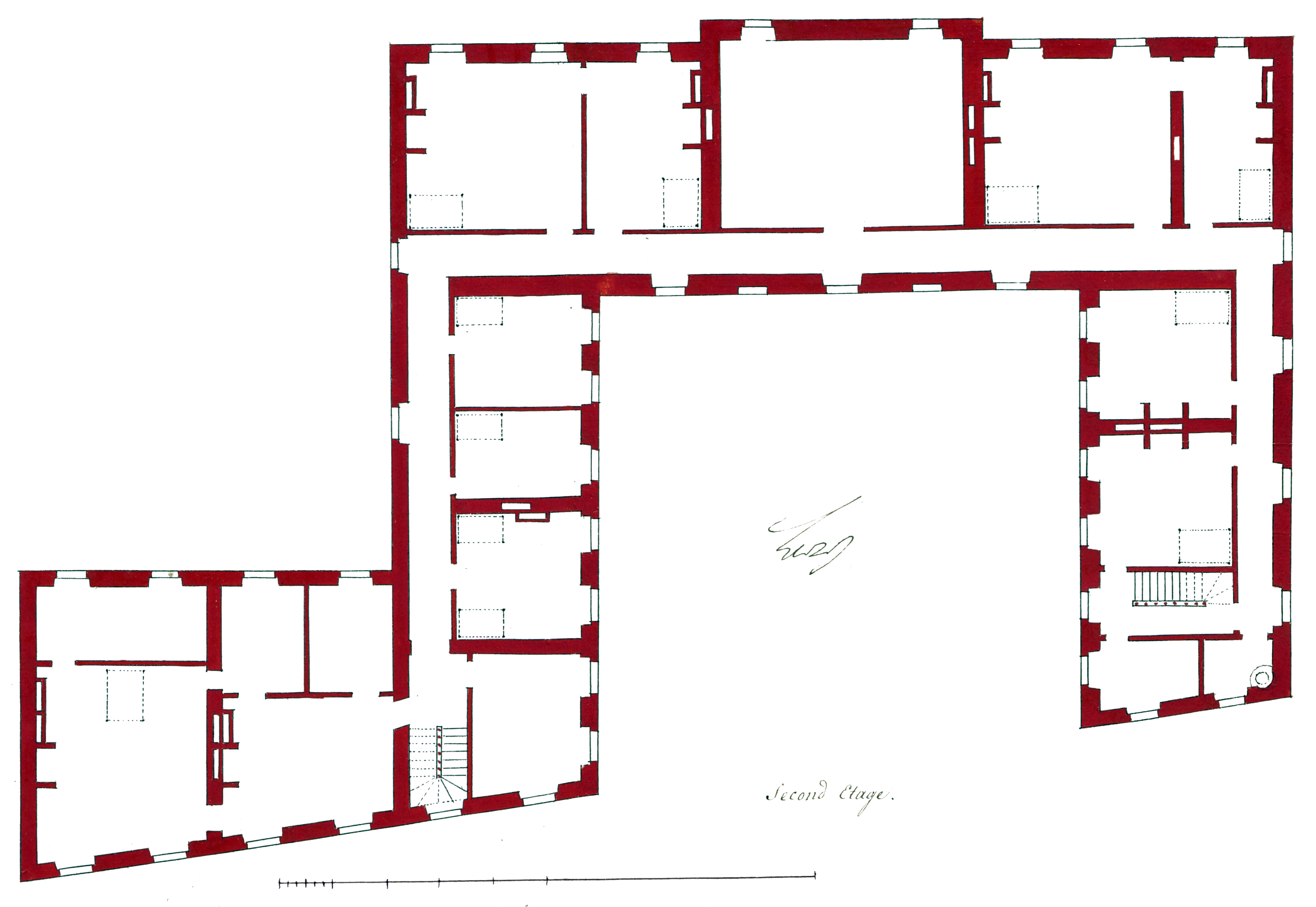
1737년에 쓰인 파리의 브리오네 호텔의 2층(다락층)의 계획

건축(建築, 영어: architecture)은 건물 따위의 구조물을 계획, 설계하고 건설하는 과정과 그 결과물이다. 건물의 물질적인 형태에 있어 건축적인 작업은 문화적인 상징과 예술적인 작업으로서 인지될 뿐만이 아니라 과학과 논리를 필요로 한다. 역사적인 문명들은 남아 있는 그들의 건축의 성과물들로 기억되기도 한다.
건축이라는 용어는 은유적으로 조직과 다른 추상적인 개념들의 설계를 나타내는 용도로 사용되기도 한다. 건축을 전문적으로 하는 사람 또는 직업을 건축가라고 한다.

## 정의들과 어원
건축을 의미하는 영어 단어 'Architecture' (라틴어 architectura는 건축가(설계)를 의미하는 그리스어 ἀρχιτέκτων arkhitekton에서 왔는데, 이는 '최고위자'를 의미하는 ἀρχι-과 '건축가(노동)'을 의미하는 τέκτων에서 유래했다.)는 빌딩과 다른 물리적인 구조물들을 계획하고, 설계하고, 건설하는 과정과 그 결과물을 의미한다.
건축은 다음과 같은 것들을 의미할 수 있다.
- 빌딩과 다른 물리적인 구조물을 정의하는 일반적인 용어[4]
- 빌딩과 (어떤) 빌딩이 아닌 구조물들을 설계하는 예술과 과학[4]
- 건물과 다른 물리적인 구조물을 건축하는 설계와 방법의 양식[4]
- 구조물의 통일되거나 일관성 있는 형태[5]
- 예술, 과학, 기술 , 인간성에 관한 지식[4]
- 도시설계와 조경 등의 거대 수준에서 건축의 세밀한 부분과 가구에 이르는 미세한 수준에 이르는 건축의 설계 활동[4]. 건축이 건물의 설계와 건축이나 환경을 구축하는 것의 전문적인 서비스를 제공하거나 대여하는 의미가 있을 때에 건축가의 활동.[6]

## 건축의 이론

### 역사적인 논문들

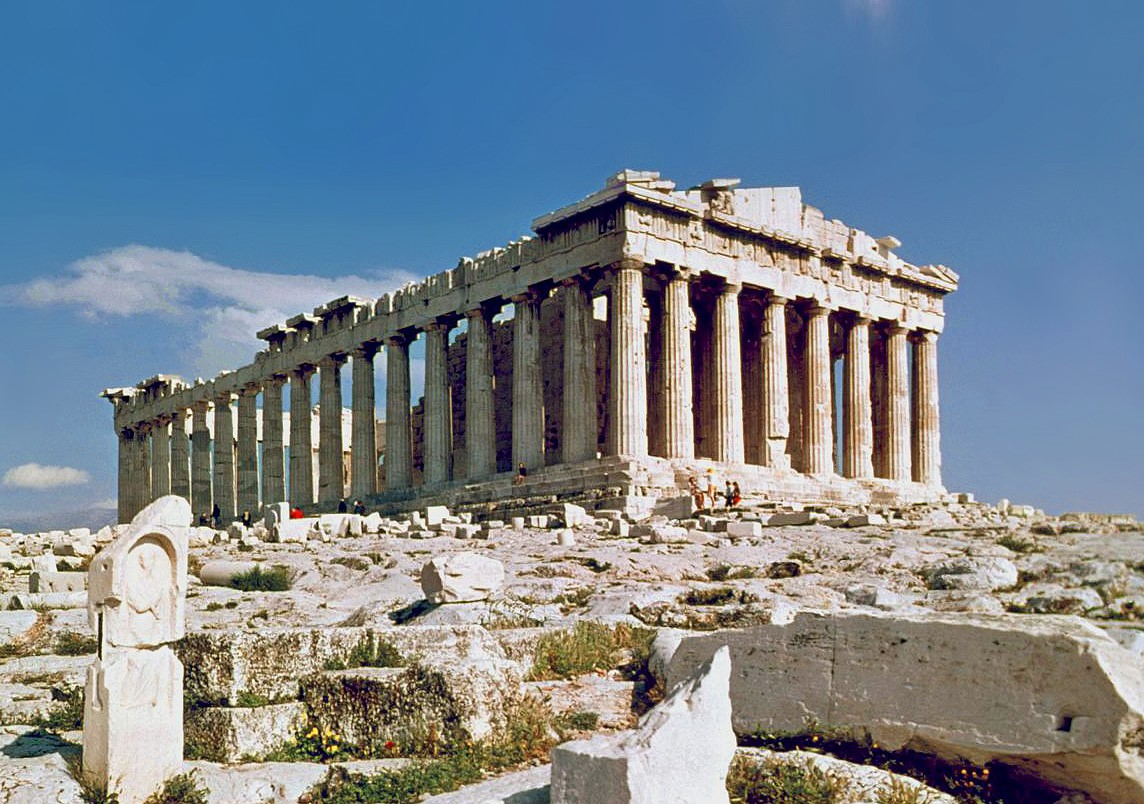
그리스 아테네의 파르테논. "건축 현장 중 최고의 예시다."(플레처)

알려진 제일 오래된 건축 논문은 1세기 초반에 로마 건축가 비트루비우스에 의해 작성된 De architectura이다. 비트루비우스에 따르면, 좋은 건물은 반드시 firmitas, utilitas, venustas에 관한 세 개의 이론을 만족시켜야 하는데, 이를 번역하자면 다음과 같을 것이다
- 내구성 – 건물은 튼튼한 상태를 유지하여야 한다.
- 유용성 – 건물은 사용되는 목적에 적합해야 한다.
- 아름다움 – 건물은 미적인 즐거움을 주어야 한다.

비트루비우스에 따르면, 건축은 가능한 한 이 세 가지의 자질을 각각 만족시키기 위해 노력해야 한다. De Re Aedificatoria라는 논문에서 비트루비우스의 생각을 자세히 다룬 레온 바티스타 알베르티는 장식이 부분적 역할을 하긴 하지만 아름다움은 주로 비례의 문제라고 말했다. 알베르티에게 있어 비율의 규칙들은 이상적인 인간의 모습, 황금률을 지배하는 것이었다.
그래서 아름다움의 제일 중요한 양상은 피상적으로 적용된 무언가보다는 사물에 내재하는 부분이고, 보편적이며 인정할 수 있는 진리에 기초해야만 한다. 예술에서의 형식에 대한 관념은 조르조 바사리의 저작 전까지는 발달하지 않았다. 그의 저작 Lives of the Most Excellent Painters, Sculptors, and Architects는 18세기까지 이탈리아어, 스페인어, 프랑스어, 영어로 번역되었다.

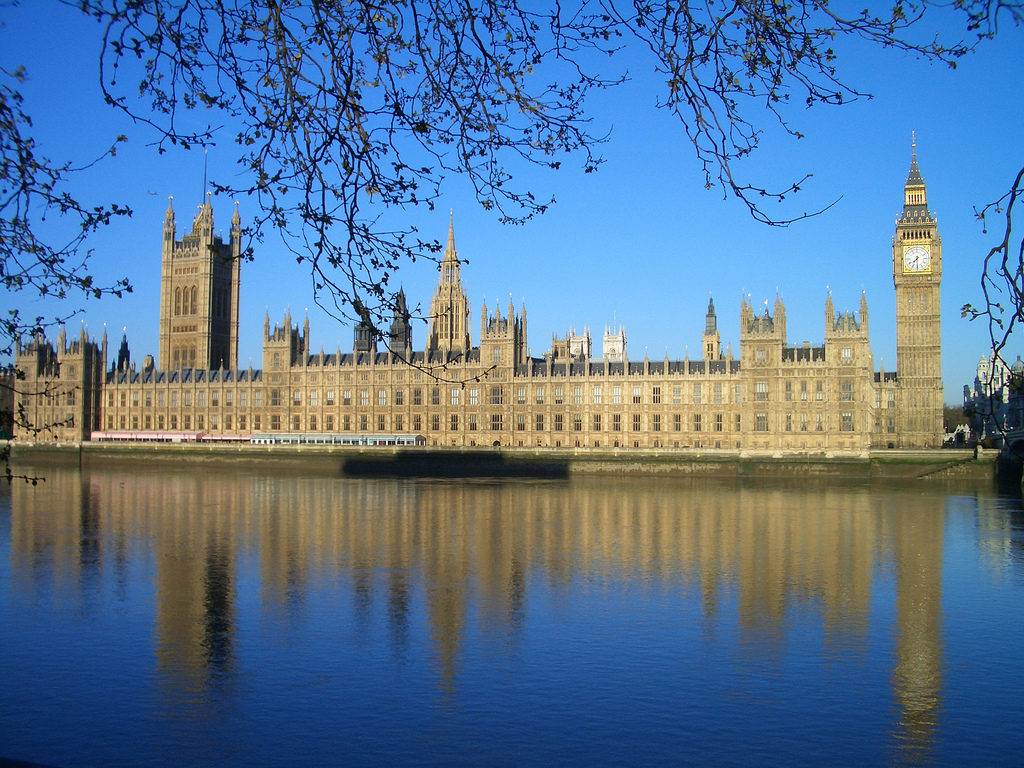
전반적 계획은 찰스 배리가, 세부와 인테리어는 A.W.N. 푸긴이 담당한 웨스트민스터 국회의사당

19세기 초에, 오거스터스 퓨진은 Contrasts(1836)를 써냈는데, 제목이 암시하듯이 그가 폄하하는 현대적인, 산업적인 세계를 이상화된 신중세시대의 모습과 대조했다. 그는 고딕 건축이 단 하나의 "진정한 기독교적 건축 양식"이라고 믿었다.
19세기의 영국 예술 비평가인 존 러스킨은 1849년에 출판된 그의 저작 Seven Lamps of Architecture에서 무엇이 건축을 구성하는가에 대한 그의 정의는 훨씬 좁다는 것을 보여준다. 건축은"..그들의 관점에서.. 건물들을 배치하고 장식하는 것에 대한 예술"이 "그의 정신적인 건강, 활력, 기쁨"에 기여하는 것이었다.
러스킨에게 미학은 굉장히 중요한 것이었다. 그의 저작은 건물은 그것이 어떤 방식으로 장식되어있지 않은 한 진실된 건축 작품이 아니라고 말한다. 러스킨에게 있어 잘 건축되고 비례가 잘 잡힌 기능적인 건물은 정말이지 최소한 spring course와 rustication을 필요로 했다.
잘 알려진 20세기의 건축가 르 코르뷔지에는 이상적인 건축과 단순한 건설의 차이에 대해 "너는 돌과 나무와 콘크리트를 구해서 이 물질들로 네가 집들과 궁전들을 짓는다. 이것이 건설이다. 하지만 갑자기 네가 나를 감동시킨다. 나는 행복해지고 '이것은 정말 아름답다. 이것이 건축이다.'라고 말한다."고 썼다.
르 코르뷔지에와 동시대인인 루트비히 미스 반 데어 로에는 "건축은 네가 조심스럽게 두 개의 벽돌을 같이 둘때 시작한다. 거기에서 시작한다."라고 말했다.

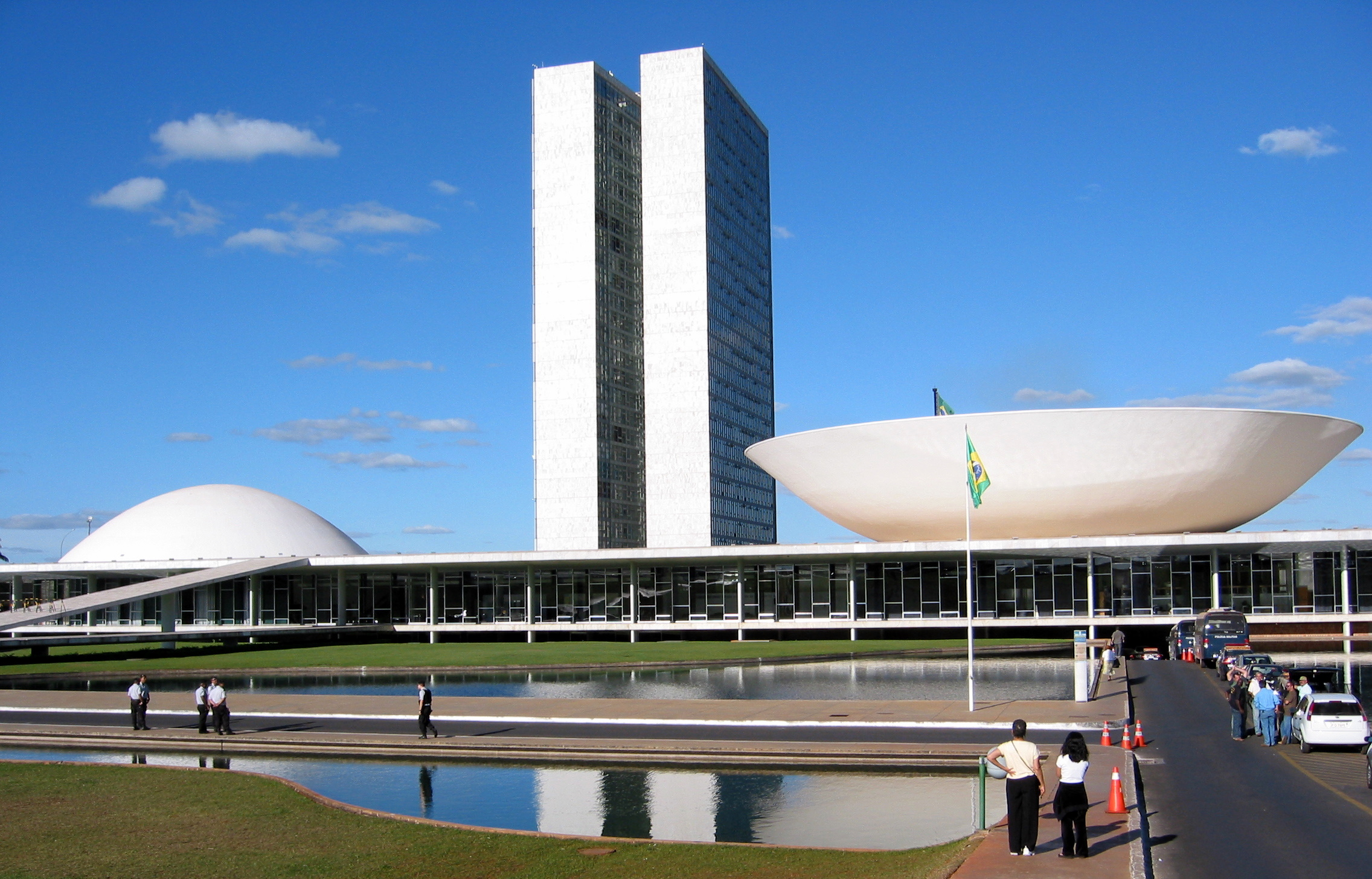
오스카르 니에마이에르가 설계한 브라질 국회의사당

### 현대적인 개념
주목할만한 19세기의 마천루 건축가인 루이스 설리반은 "형태는 기능을 따른다"라는 건축 설계의 중요한 수칙을 널리 알렸다.
건축적인, 미학적인 고려가 전체적으로 기능성에 종속되어야 한다는 개념이 대중성, 회의론과 만났을 때, 그것은 비트루비우스의 '유용성'을 대체할 '기능'의 개념을 소개하는 효과를 보였다. '기능'은 건물의 실용적인 면 뿐만 아니라 심미적인, 심리적인, 문화적인 모든 활용, 인식과 즐거움의 모든 범주를 포함시키는 것으로 보인다.

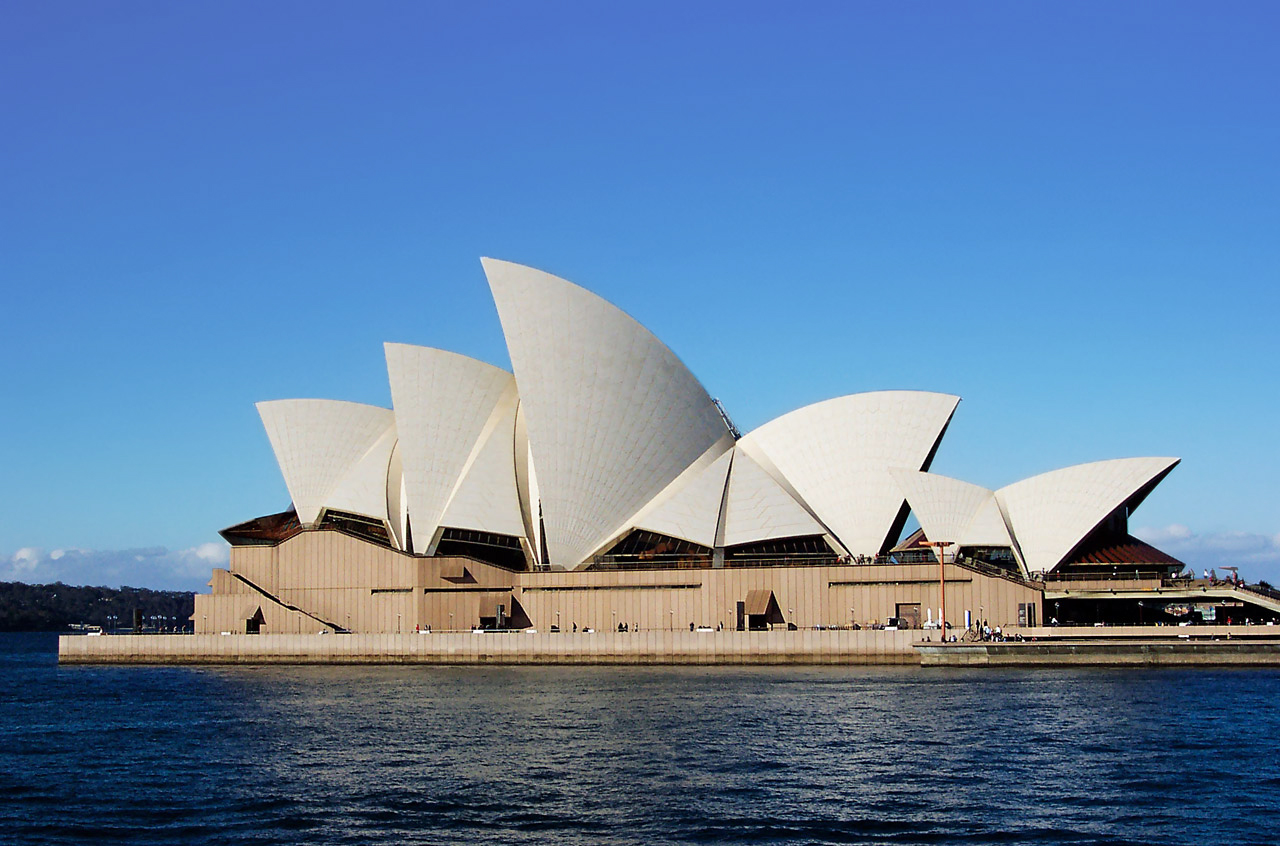
예른 웃손에 의해 디자인된 호주의 오페라 하우스

눈지아 론다니니는 "건축은 건축의 미학적인 차원을 통해 다른 인문과학과 공유하던 기능적인 측면을 뛰어넘었다. 그것의 가치를 표현하는 고유의 특정한 방식을 통해, 건축은 건축이 자체적으로, 저절로 사회적인 개발을 촉진할 것이라고 가정하지 않고 사회적인 삶을 촉진시키고 퍼뜨릴 수 있다.
예술의 동기에 의해 예술에서 형식주의의 의미를 제한하는 것은 반동적일 뿐만 아니라 형태를 한낱 방편으로 전락시키는 완벽이나 독창성에 대한 목적없는 탐색이 될 수 있다."고 말했다.
현대 건축가들과 그들의 건물 설계에 대한 접근 방식에 영향을 미친 철학들에는 이성주의, 경험론, 구조주의, 포스트구조주의가 있다.

20세기 후반에 새로운 구조와 기능, 지속 가능성에 대한 고려, 이를 기반으로 한 지속 가능한 건축을 포함한 새로운 개념이 이에 포함되었다. 현 시대의 기풍을 만족시키기 위해 건물은 재료의 생산, 주변 지역의 자연 환경과 건축 환경에 끼치는 영향, 건물이 냉난방, 물, 빛, 쓰레기 관리에 있어 지속 가능한 에너지를 생산해야 한다는 요구에 대응하여 친환경적인 방식으로 건축되어야 한다.

## 건축의 역사

### 건축의 기원과 토착 건축

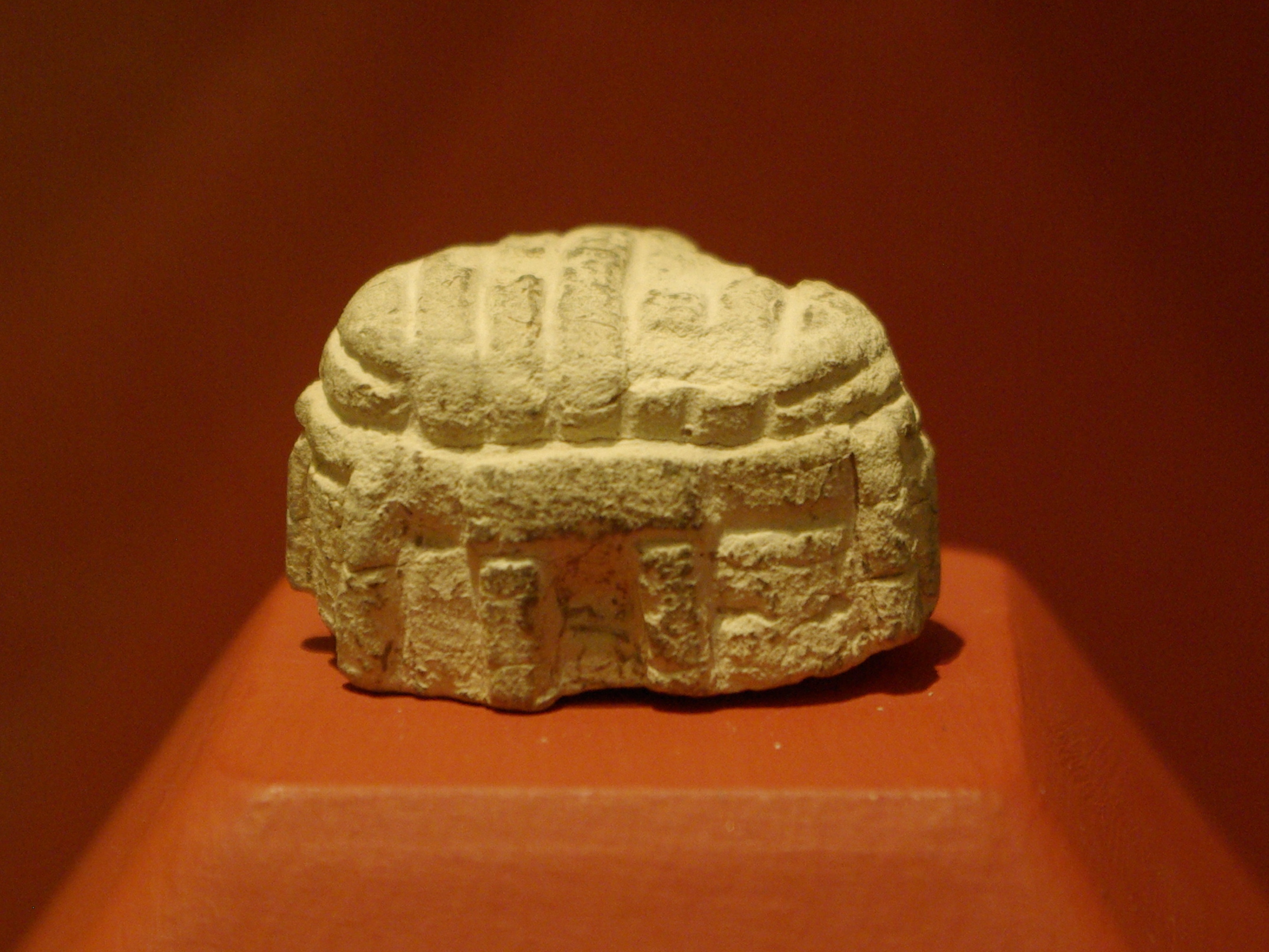
발레타의 국립 고고학 박물관에 있는 선사시대의 사원의 선사시대의 모델

건물은 피난처, 안전, 예배 등등의 필요성과 이용 가능한 건축 재료, 수반되는 기술 등의 수단 사이의 역동성에서 처음으로 탄생하였다. 인류의 문화가 개발되고 지식이 구전되는 전통과 연습을 통해 정형화되기 시작했을 때, 건설은 기술이 되었고, '건축'은 건설의 제일 정형화되고 찬탄받는 형식에 주어진 이름이 되었다. 건축의 성공은 시도와 오류의 과정의 결과물로 흔히 추측되는데, 점차적으로 시도는 적어졌고 큰 만족을 준 과정의 결과로서 모방이 많아졌다. 토착건축은 세계 곳곳에서 계속되고 있다. 실로, 토착건물은 사람들이 매일 겪는 건축 환경의 대부분을 차지한다. 초기인류의 정착은 주로 시골에서 이루어졌다. 잉여생산으로 인하여 경제가 팽창해서 도시화가 가속화되었고 아나톨리아의 차탈휘위크와 파키스탄 지역의 인더스강 문명의 모헨조다로같이 굉장히 빠르게 성장하고 진화하는 도시지역이 생겨났다.

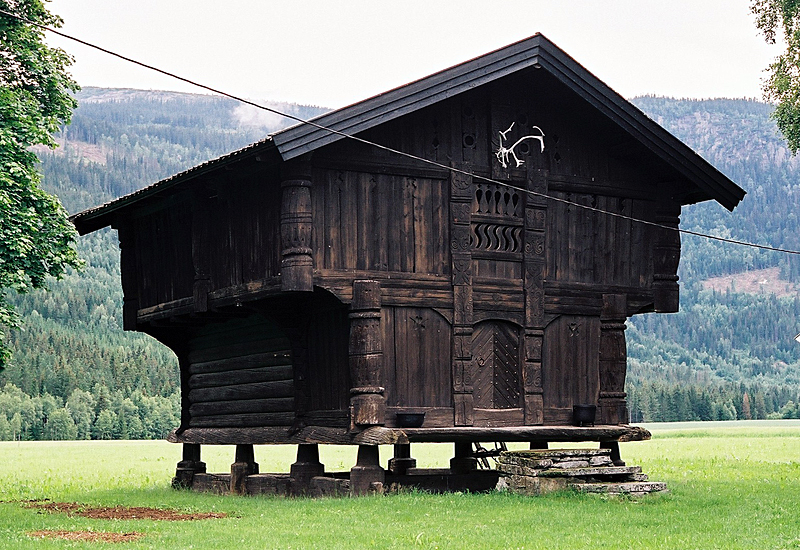
노르웨이의 토착 건축 : 나무로 만들어져 높여진 층
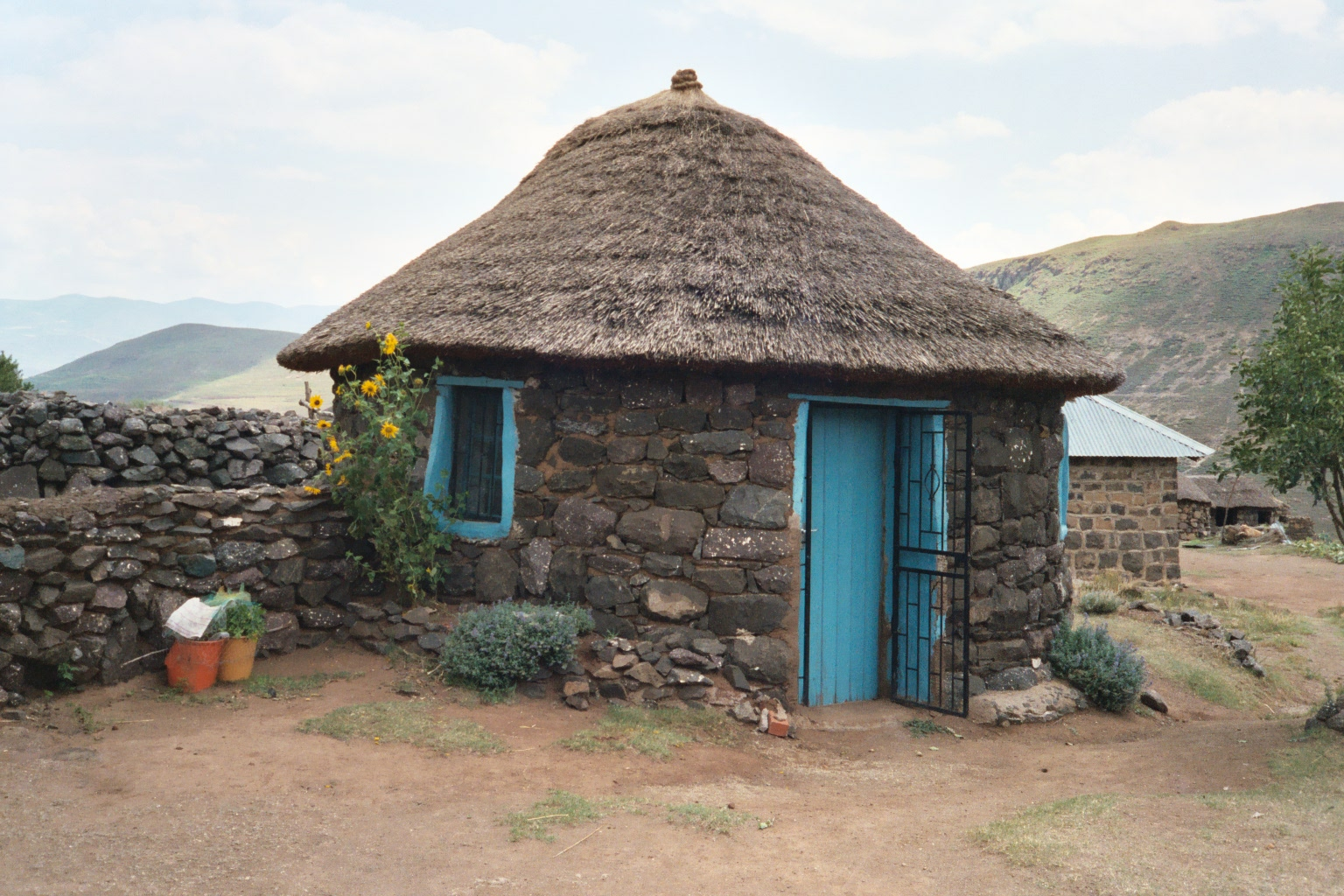
레소토의 돌로 지은 원형 초가집

### 고대의 건축
이집트와 메소포타미아와 같은 많은 고대의 문명에서, 건축과 어버니즘은 신성성과 초자연성과의 지속적인 관계를 반영했고, 많은 고대 문화들이 지배자, 통치 엘리트나 국가 스스로를 상징적으로 나타내기 위하여 건축물의 기념성에 의존했다.
그리스와 로마와 같은 고대 문명의 건축과 어버니즘은 종교적이거나 실증적인 것보다는 시민들의 이상에서 진화했고 새로운 건물의 종류가 나타났다. 건축의 '양식'이 고전적 질서의 형태에서 생겨났다. 로마의 건축은 그들의 건축 관행에 그리스의 요소를 많이 집어넣었기 때문에 그리스의 건축에서 영향을 받았다.
건축에 대한 자료는 고대부터 작성되어왔다. 이 자료들은 일반적인 충고와 특별한 형식적인 규정과 규범을 제공했다. 어떤 규범의 예시들은 1세기의 로마 건축가 비트루비우스의 저작에서 발견된다. 제일 중요한 규범적 건축의 초기 증거물 중 몇몇은 종교적이다.

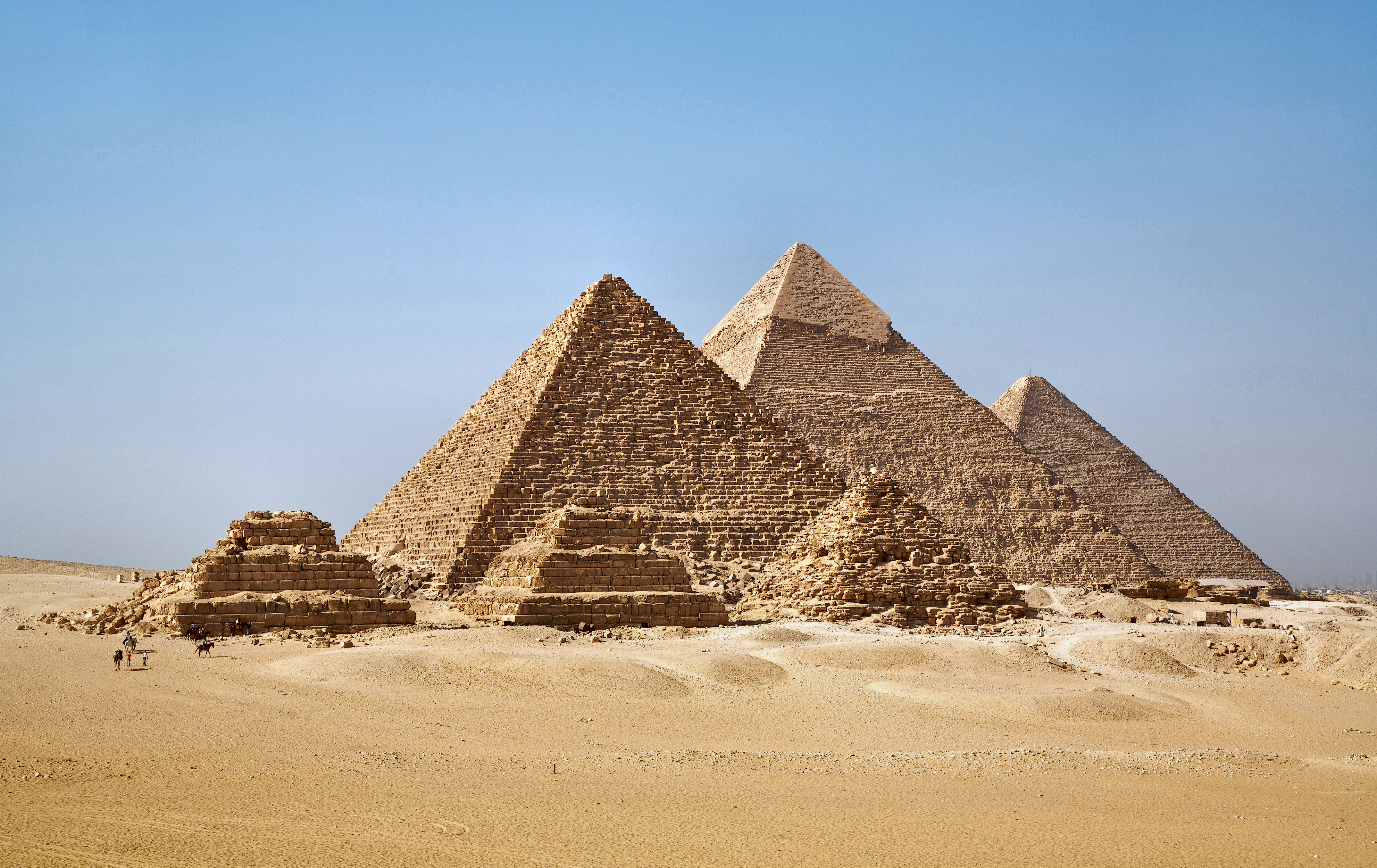
이집트의 기자의 피라미드
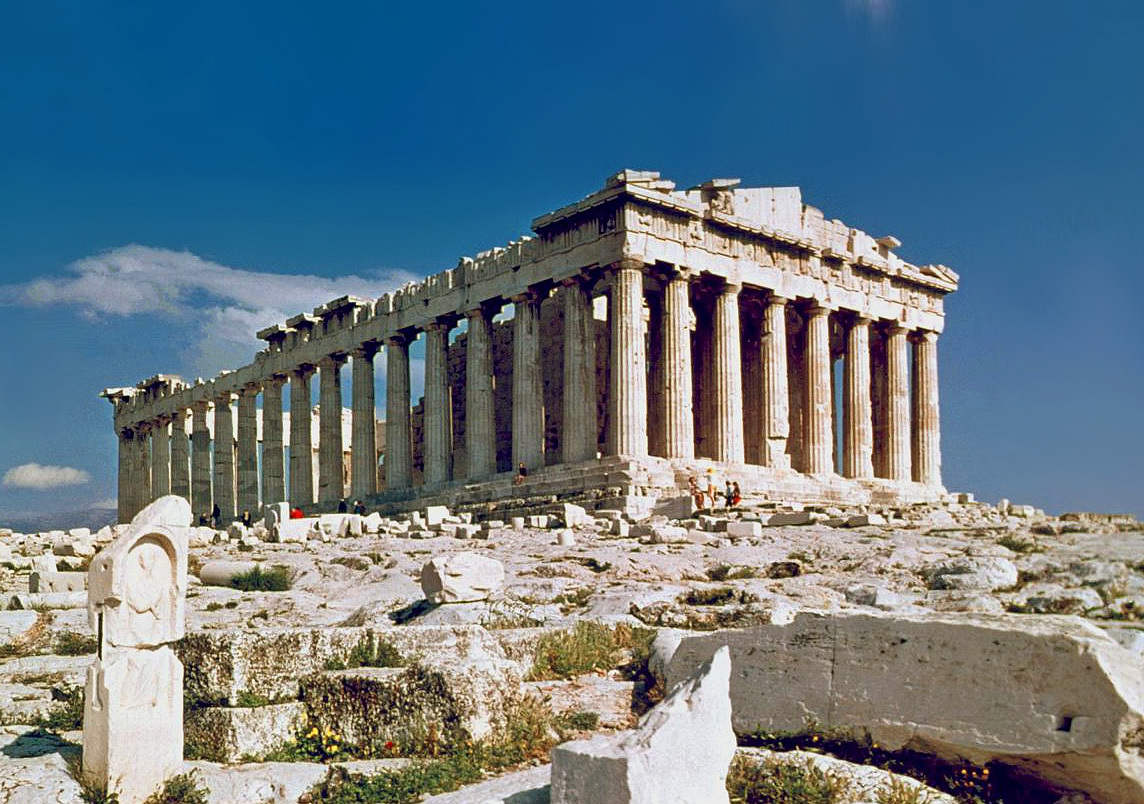
그리스 아테네의 파르테논
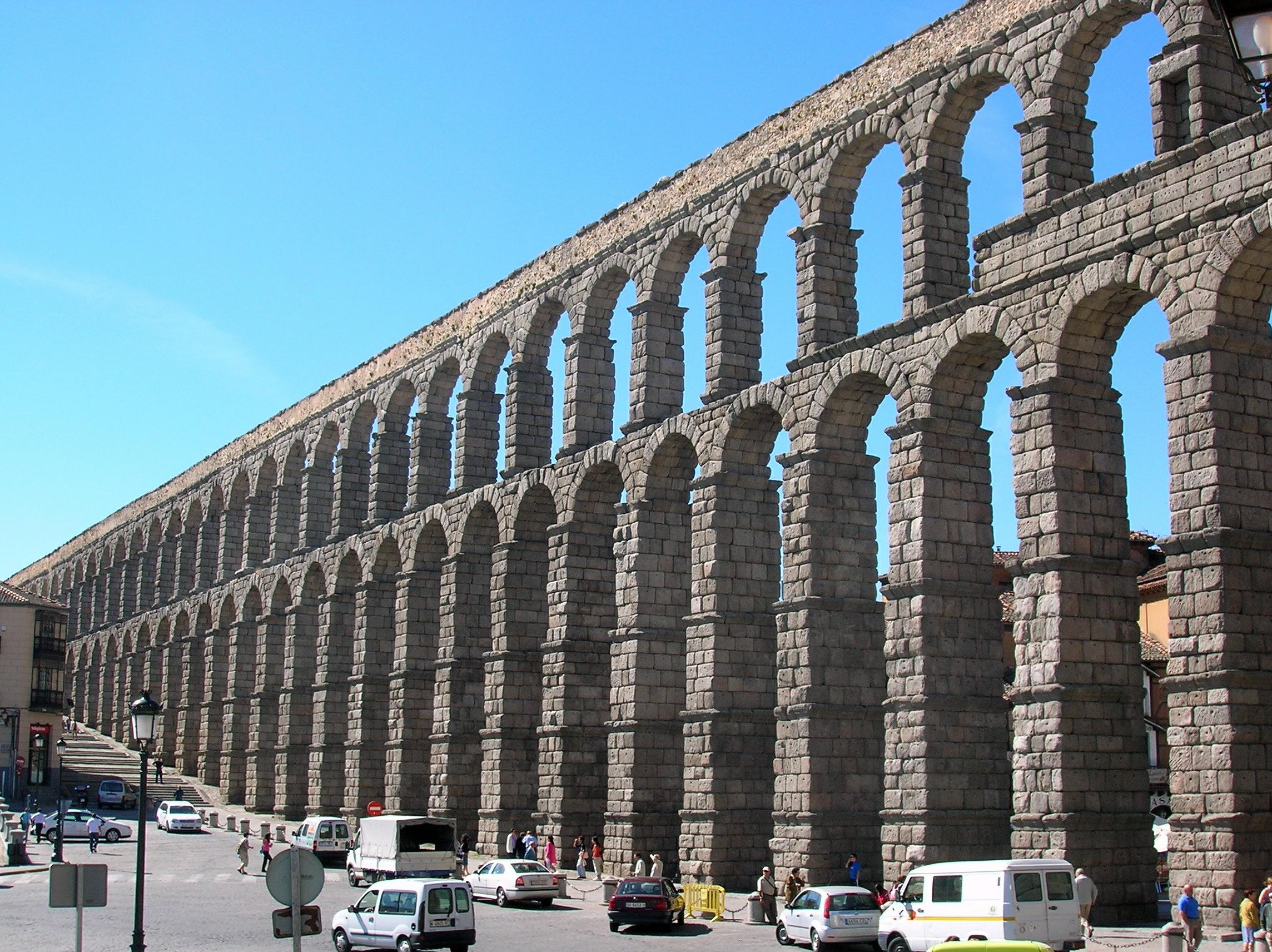
스페인 세고비아의 로마의 수도교

### 아시아 건축
건축에 관한 초기 아시아의 저작은 기원전 7~5세기의 중국의 카오공지, 고대 인도의 실파 샤스트라, 스리랑카의 만주스리 바스투 비드야 사스트라를 포함한다.
아시아의 각 지역의 건축은 유럽의 것과 다른 노선을 따라 발전했다. 불교, 힌두교, 시크교 건축은 각각 다른 성격을 가지고 있다. 특히 불교 건축이 지역적인 다양성을 보여준다. 3세기쯤에 개발된 힌두교 사원 양식은 샤스트라스에 규정된 개념이 지배적인데 이는 대우주와 소우주를 표현하는 것과 관계가 있다. 많은 아시아 국가들에서 범신론 지역이 자연 경관을 더 아름답게 하기 위해 특별히 설계된 건축 양식을 이끌었다.

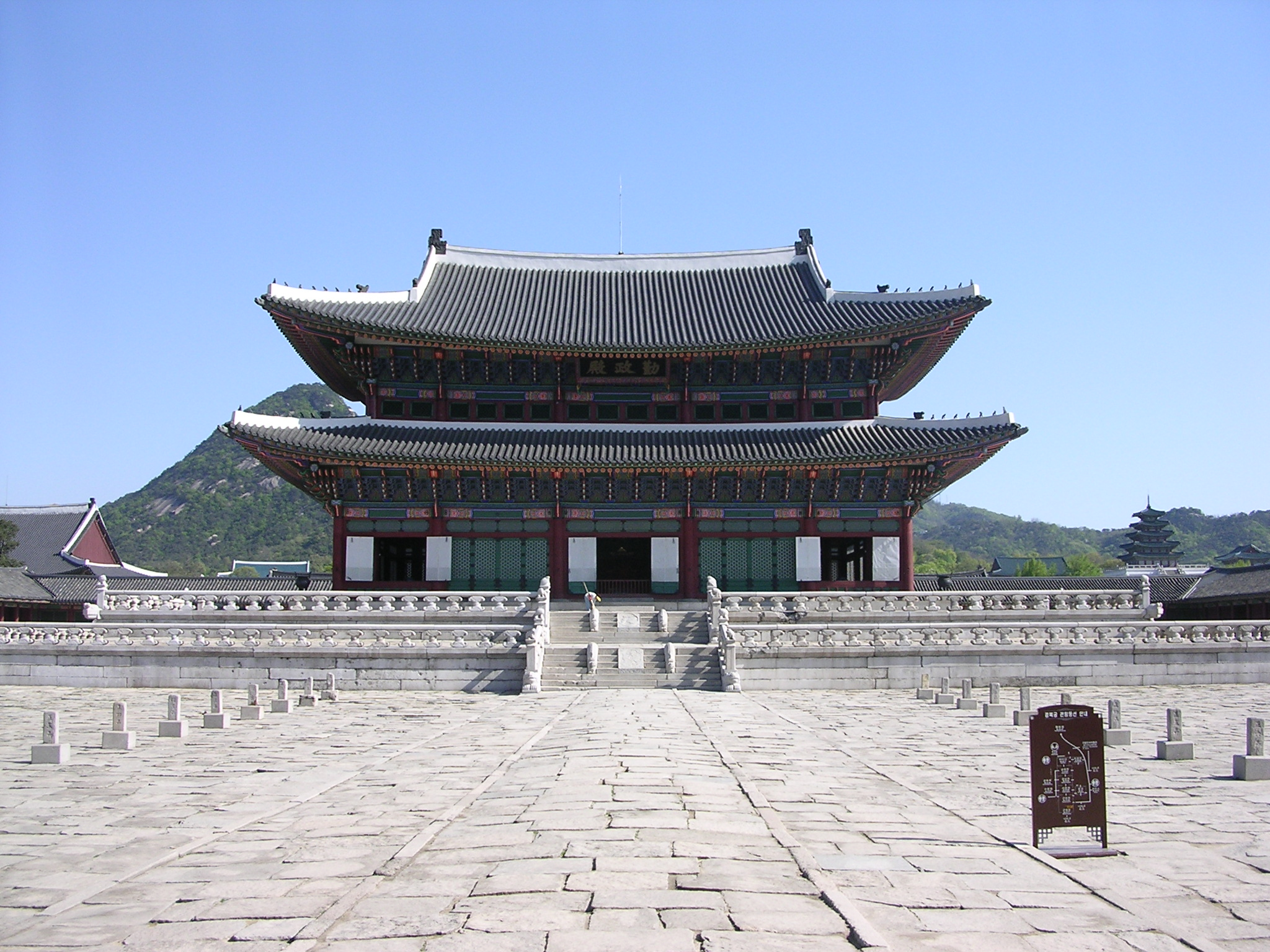
대한민국 서울의 경복궁
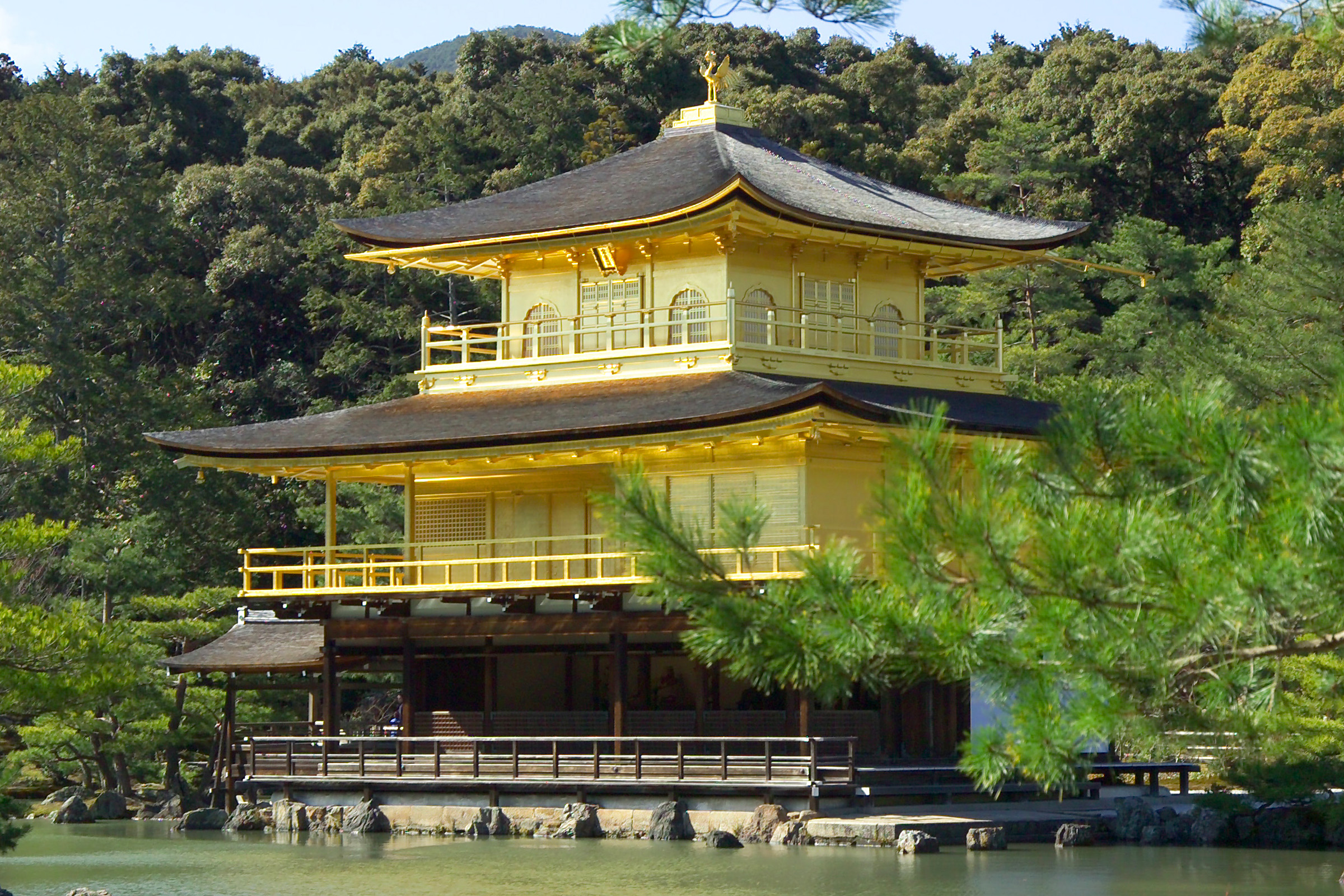
일본 교토의 금각사
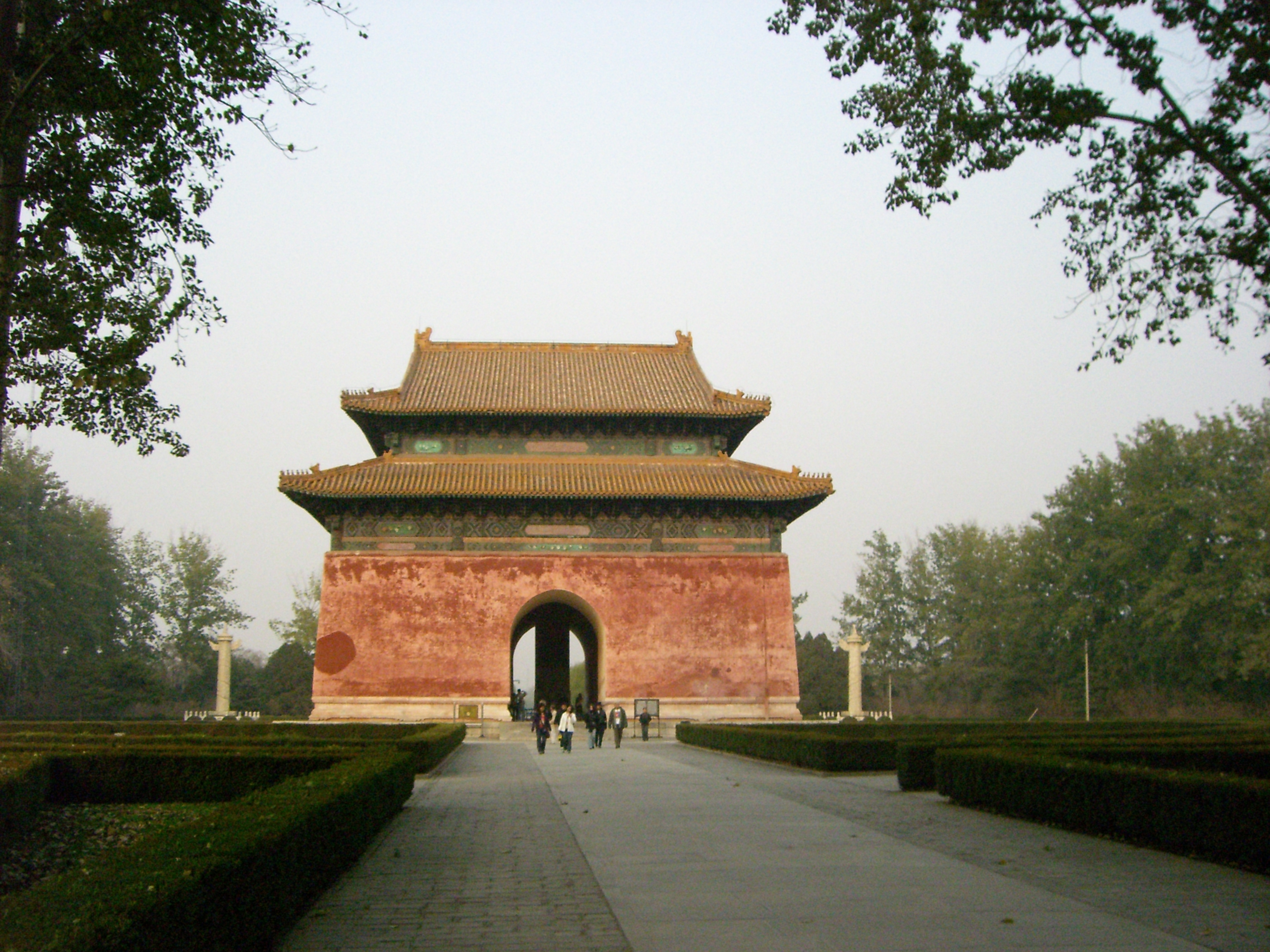
중국 베이징 근처에 있는 명십삼릉의 한 관문
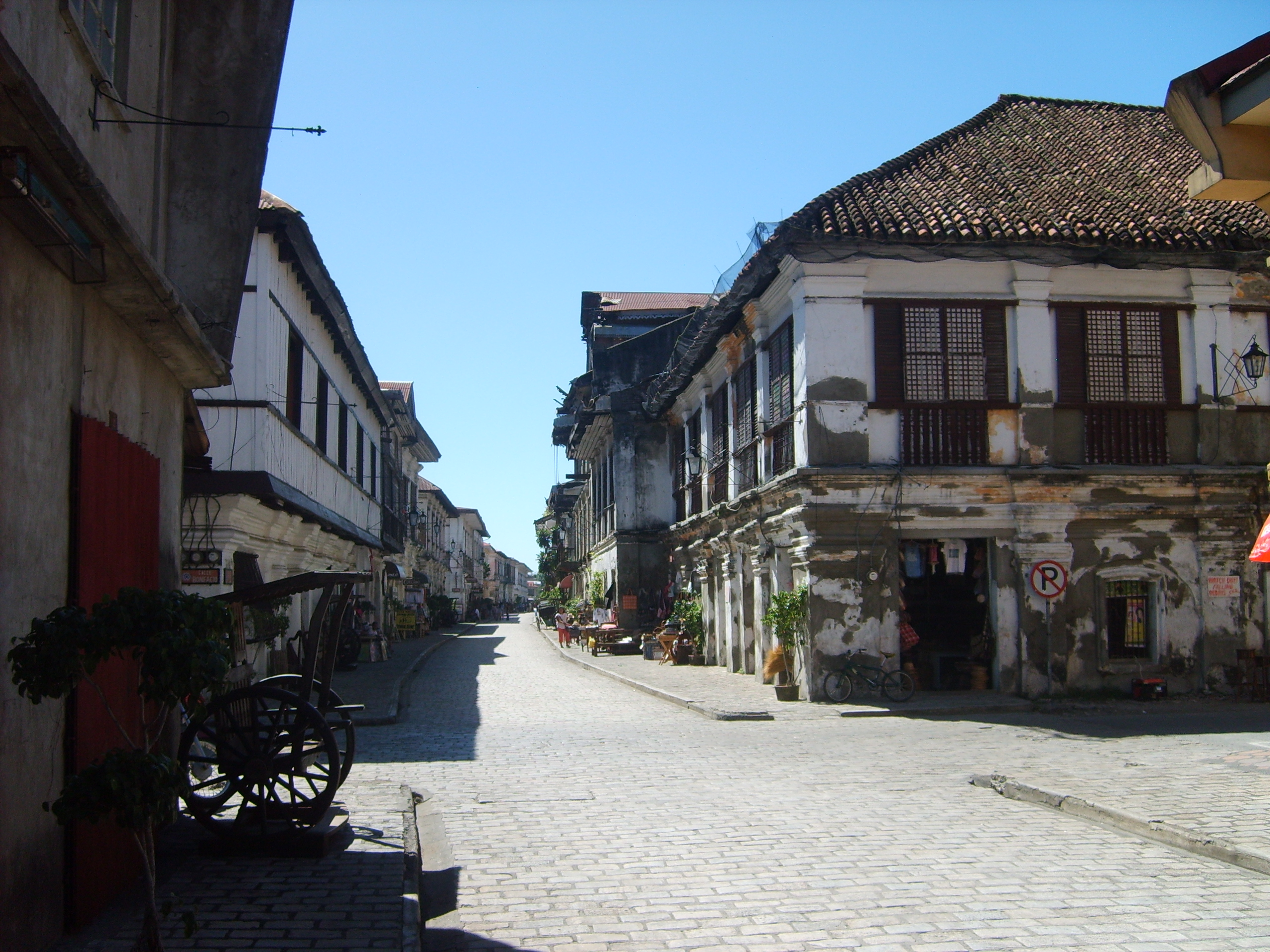
필리핀의 바하이 나 바토

### 이슬람 건축
이슬람의 건축은 서력 7세기에 시작되었는데, 고대 중동과 비잔티움에서 건축양식을 차용할 뿐만 아니라 사회의 종교적이고 사회적인 필요에 맞추기 위한 특성을 발달시키기도 했다. 중동, 북아프리카, 스페인, 인도아대륙 도처에서 예시가 발견된다.

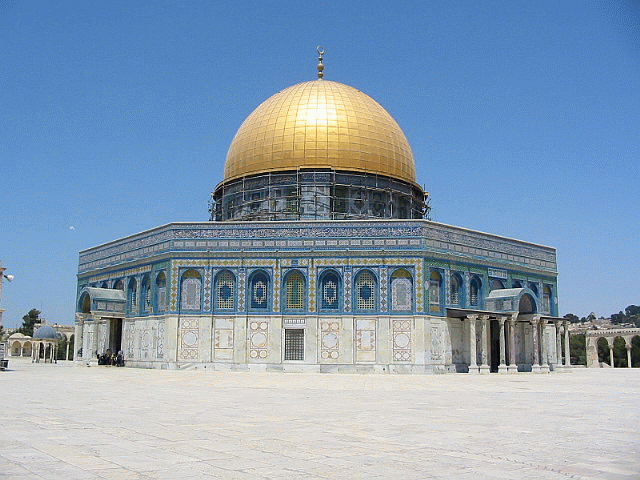
예루살렘의 바위의 돔
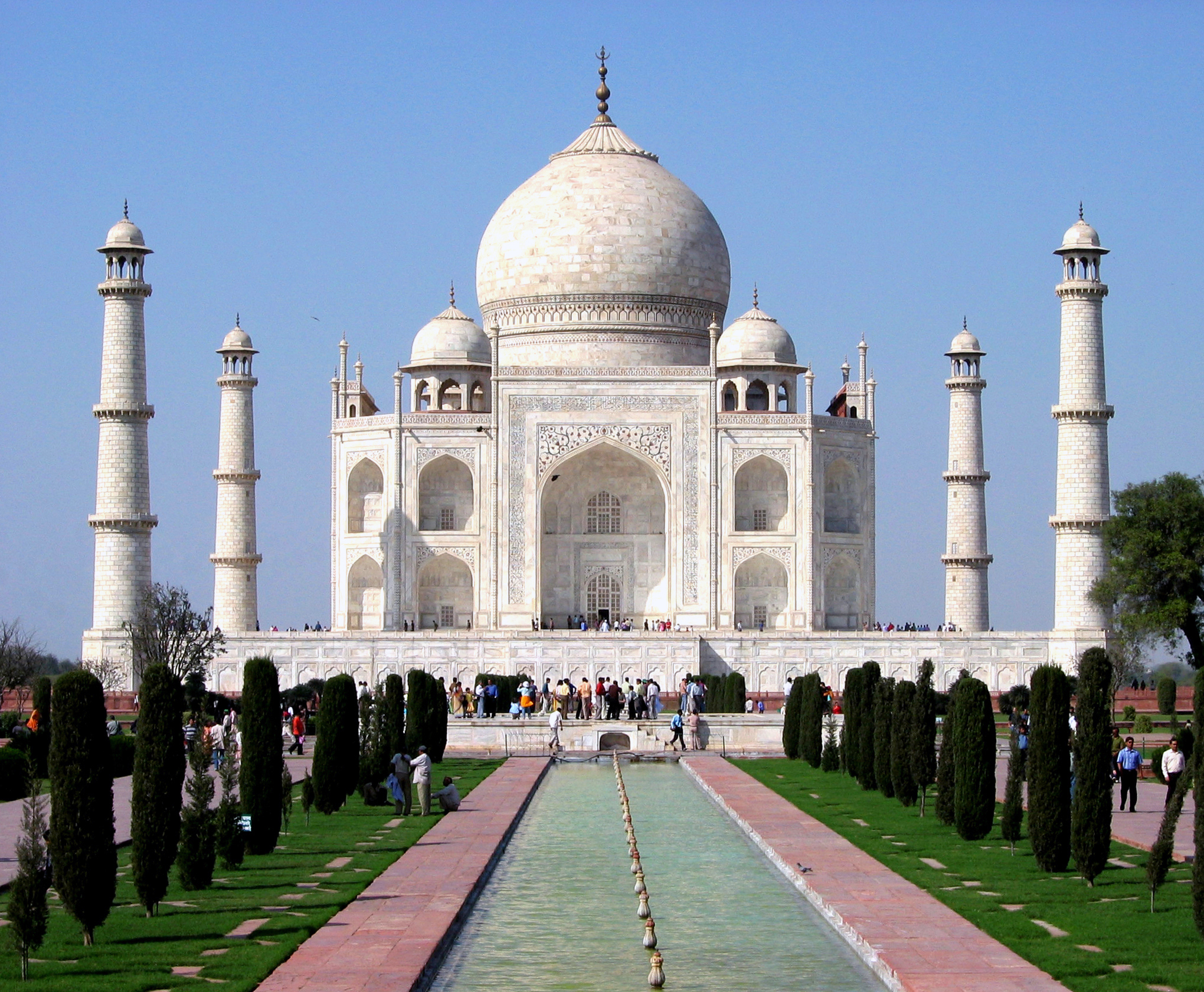
인도 아그라의 타지마할
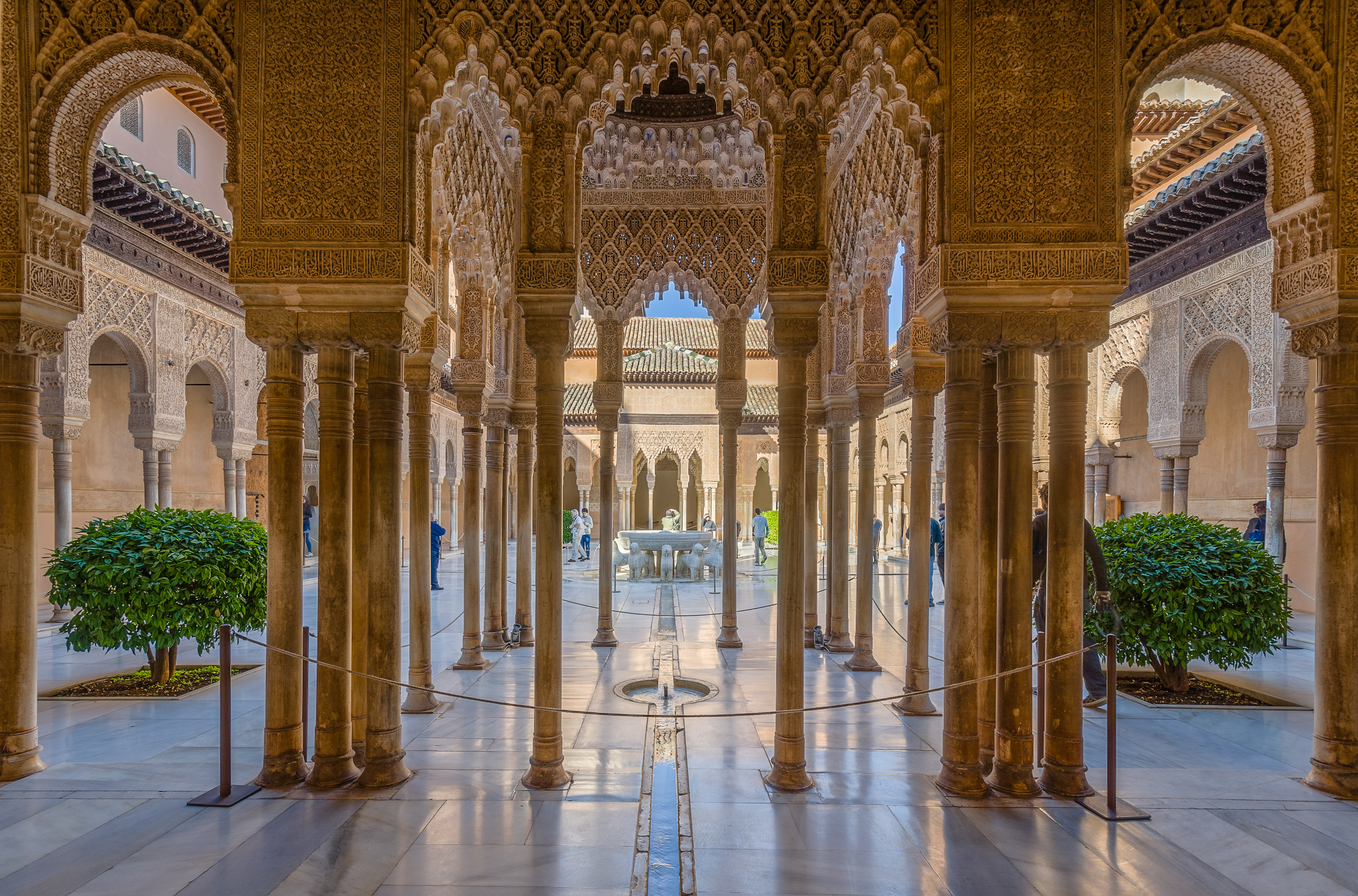
스페인 그라나다의 알함브라 궁전
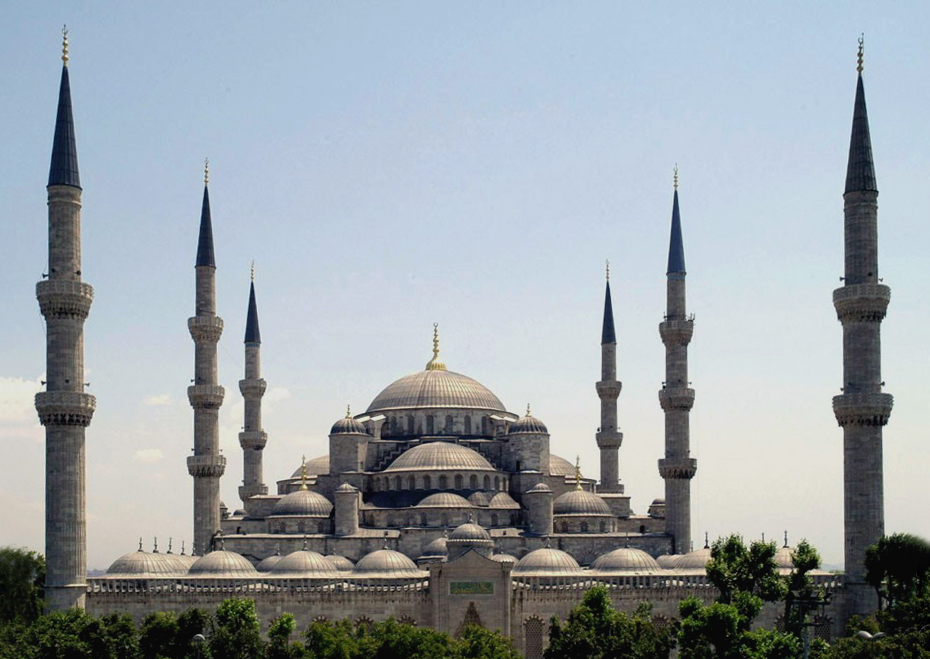
이스탄불의 술탄 아흐메트 모스크

### 중세 시대
중세시기에 유럽에서는 장인들의 무역을 조직화하기 위해 길드가 장인들에 의해 만들어졌고, 특히 기독교 건물과 관련된 문서 계약이 남아있다. 건축가의 역할은 주로 숙련된 석공(Magister lathomorum)에게 맡겨졌는데, 이는 동시대의 문서에 묘사되어 있다.
건축의 주된 일은 수도원과 대성당을 짓는 것이었다. 900년경부터 성직자와 장인들의 운동이 유럽에 건축 지식을 전파했고, 로마네스크와 고딕이라는 범유럽 양식이 탄생했다.

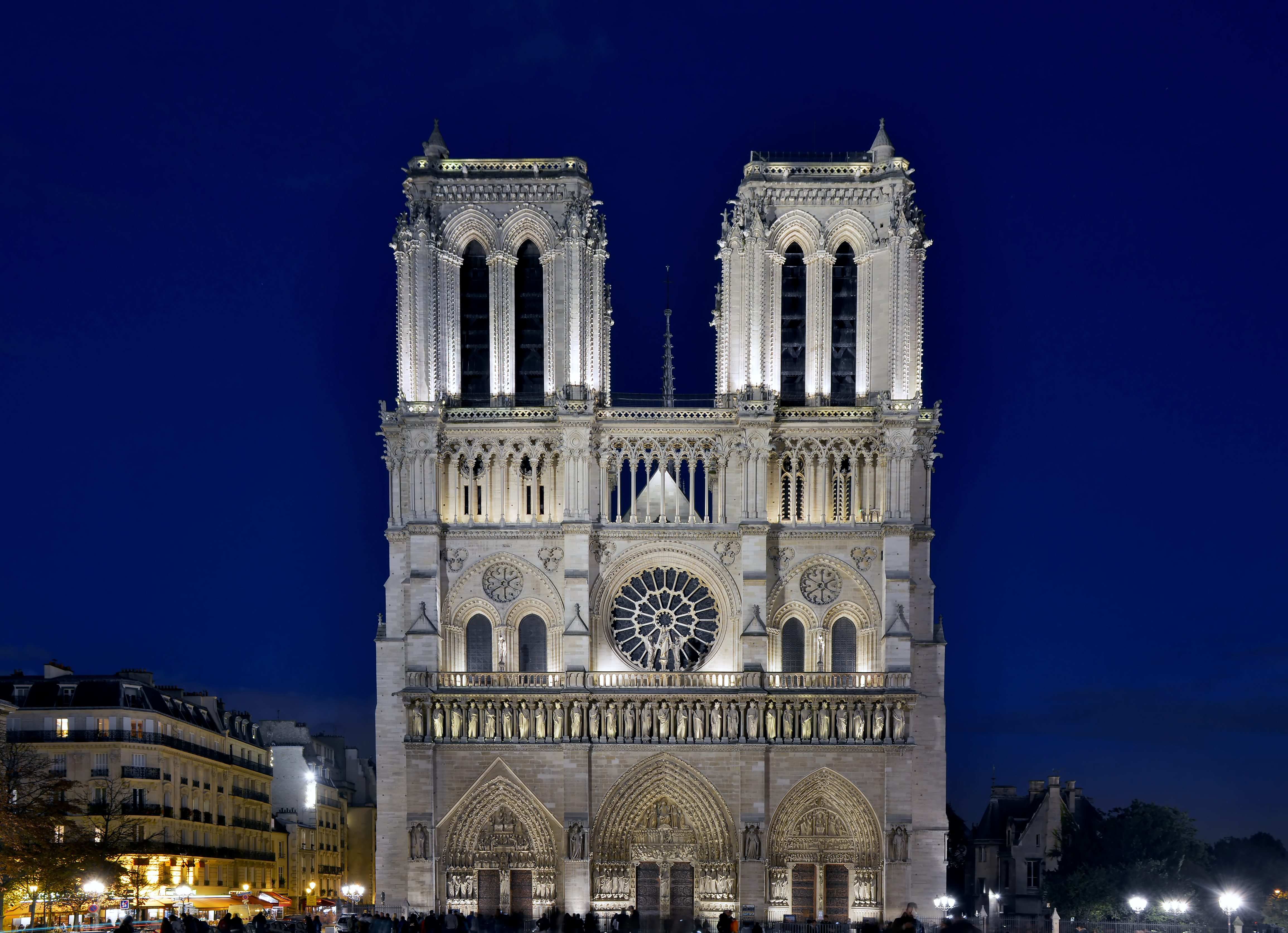
프랑스의 파리의 노트르담
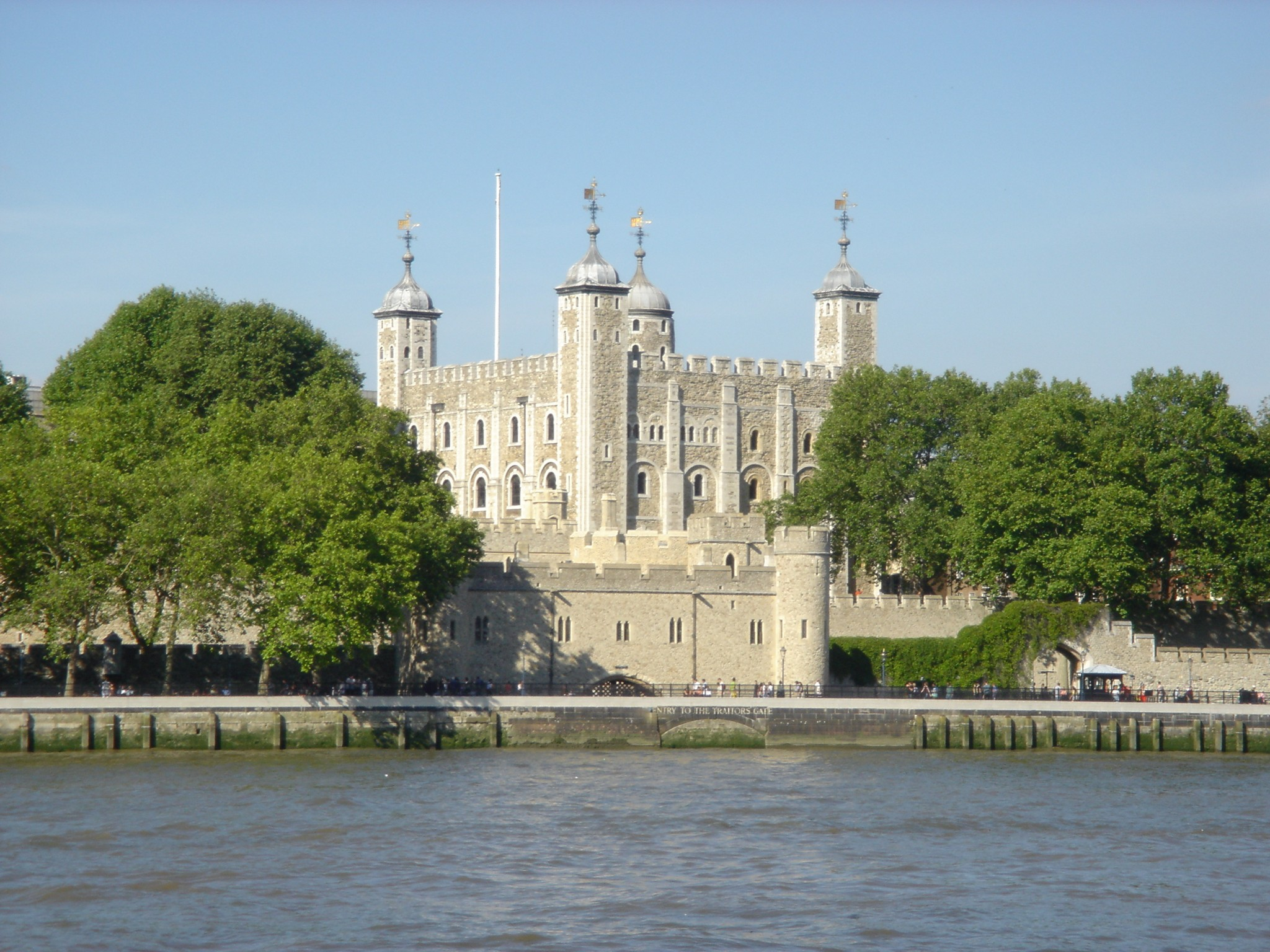
영국 런던의 시계탑

### 르네상스와 건축가
1400년에 시작된 르네상스 시기의 유럽에서는, 중세에 비해 사회보다 개인의 역할을 더 크게 강조한 르네상스 인문주의의 발달을 동반한 고전적 배움의 부활이 있었다. 건물들은 브루넬레스키, 알베르티, 미켈란젤로, 팔라디오 등의 특정한 건축가들에 의해 만들어졌고 개인 숭배가 시작되었다. 예술가, 건축가, 공학자, 다른 관련된 역할의 구분은 아직 없었고 명칭은 지역적인 특혜 중 하나였다.
건축에서의 고전적 형식의 부활은 건물의 구조와 비율에 영향을 미친 과학과 공학의 급격한 성장에 동반하여 일어났다. 이 단계에서는, 관련된 구조적인 계산의 수준이 박식가의 범위 내에 있었기 때문에 예술가가 다리를 설계하는 것이 여전히 가능했다.

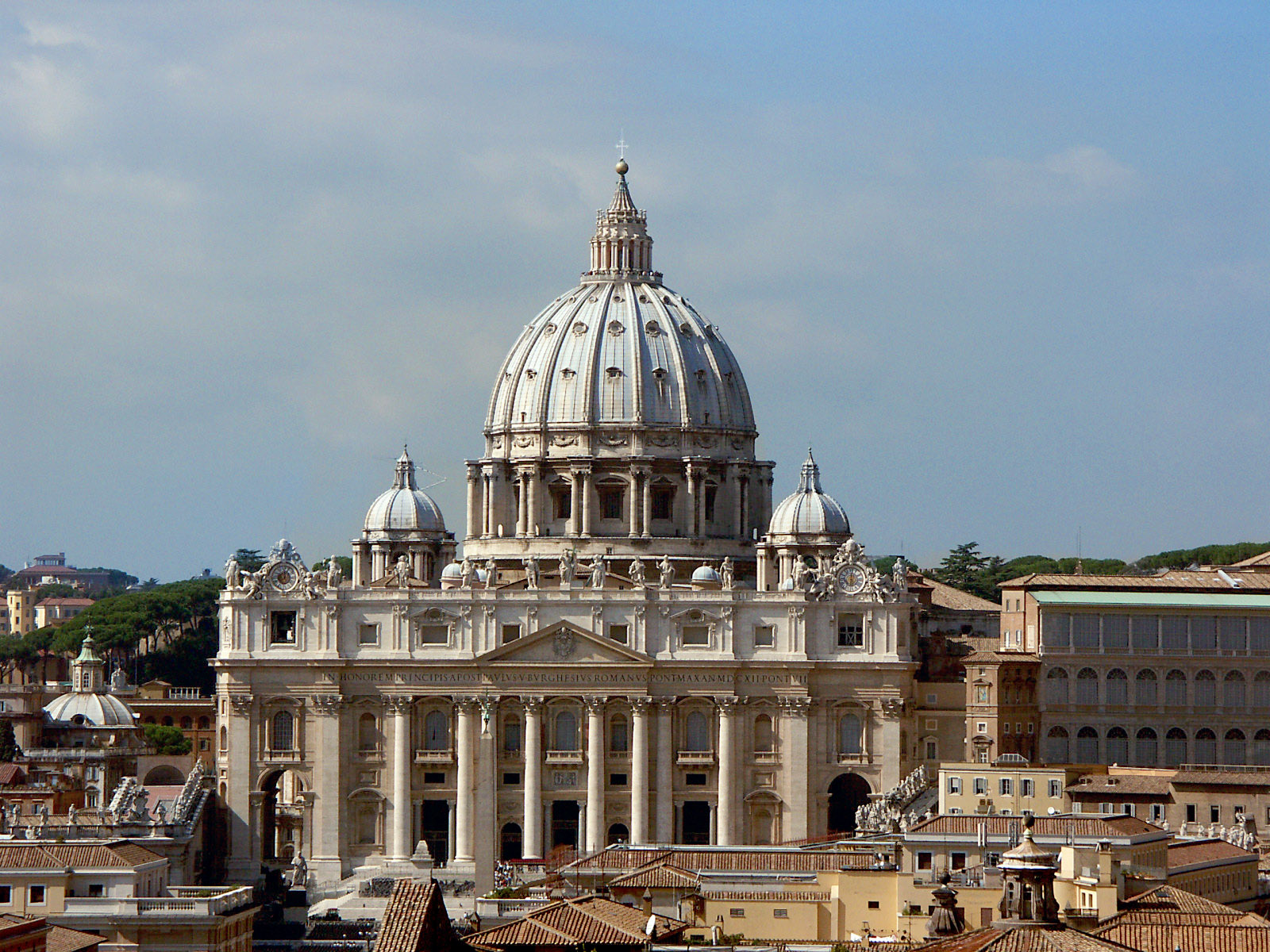
이탈리아 로마의 성 베드로 대성당
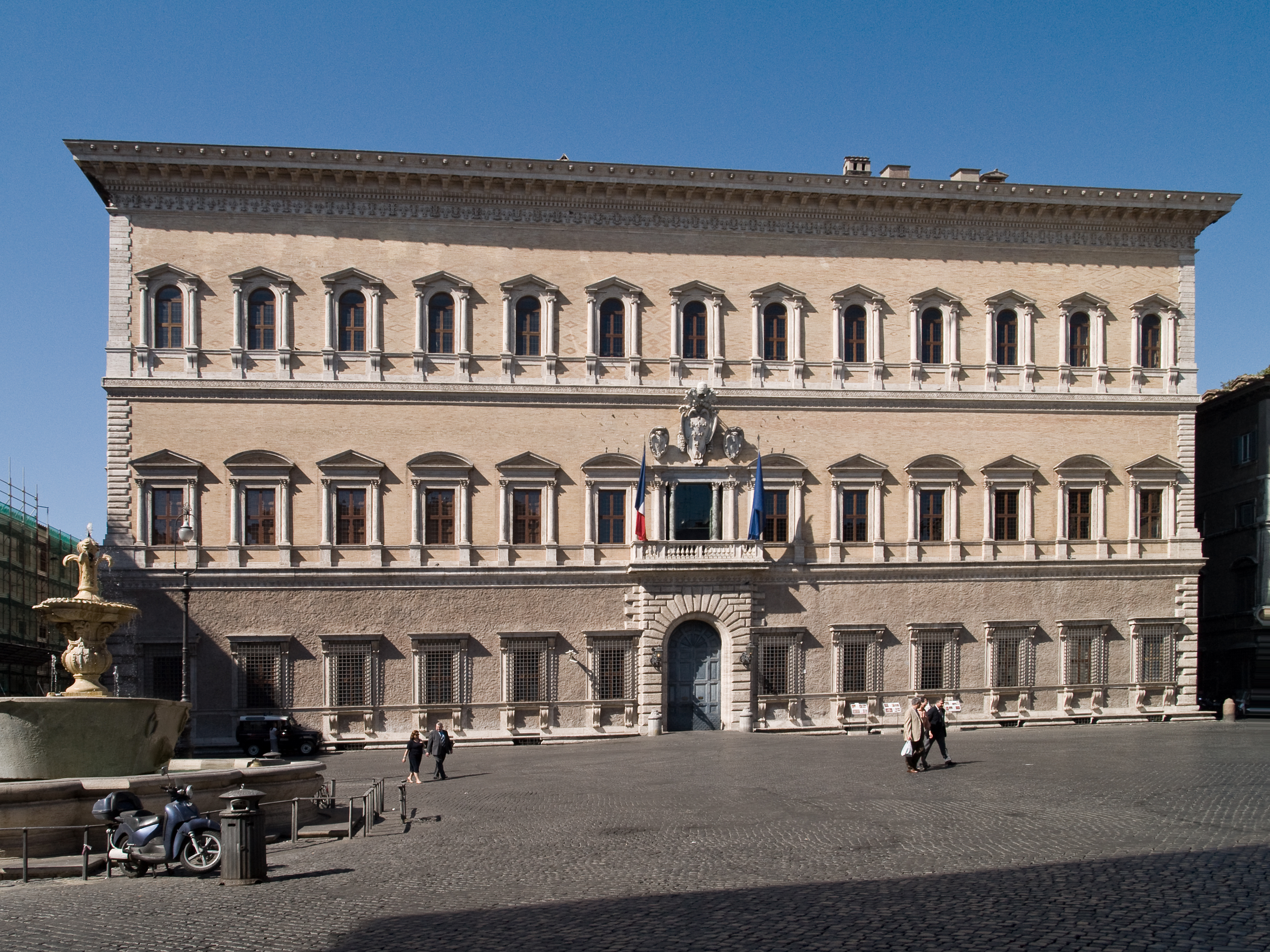
이탈리아 로마의 파르네세궁
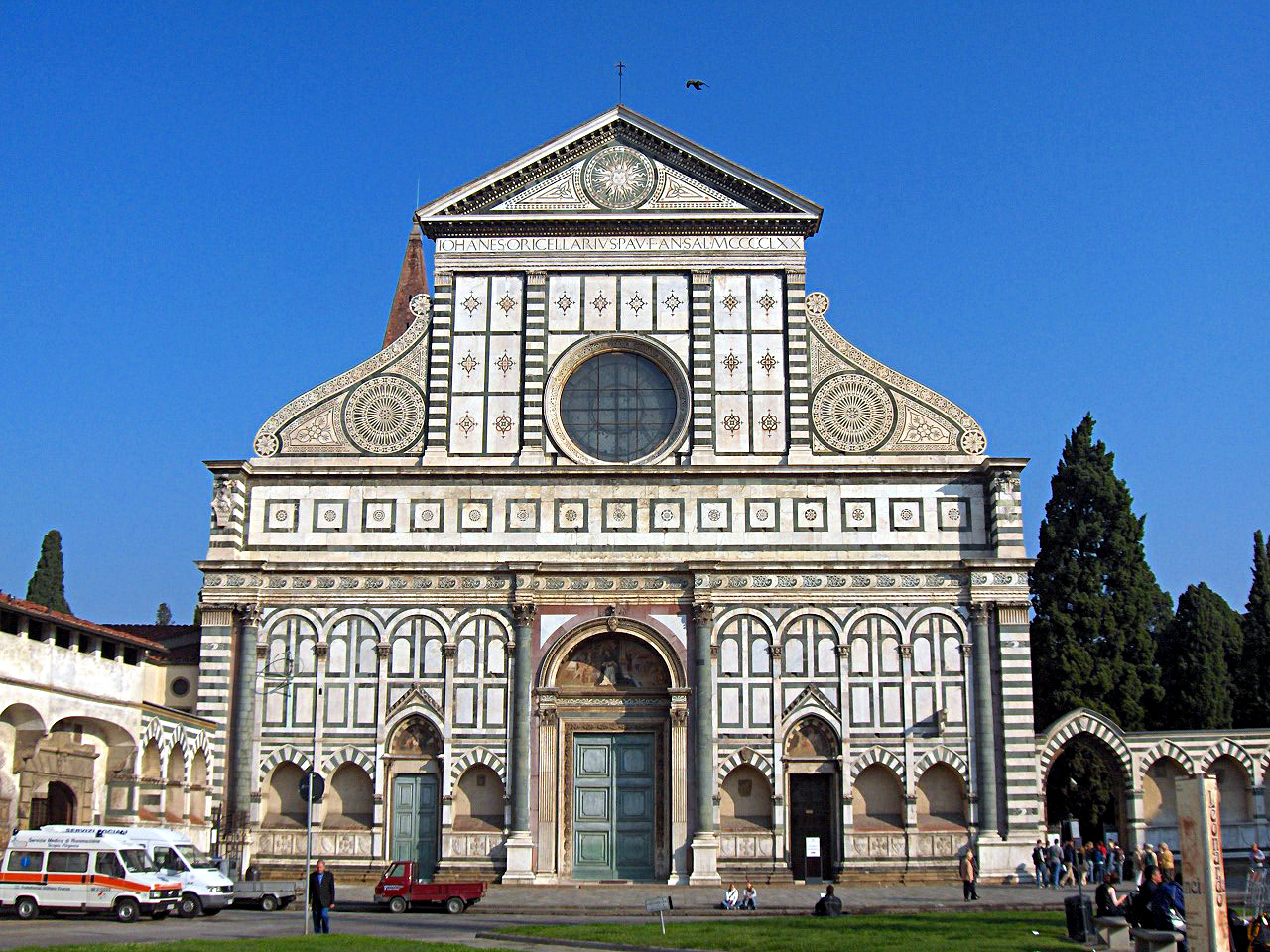
이탈리아 플로렌스의 산타 마리아 노벨라 성당

### 근대와 산업시대
과학 분야에서의 지식의 증대와 새로운 기술과 재료의 발달과 함께, 건축과 공학은 분리되기 시작했고, 건축가는 미학과 인문학적인 측면에 집중하기 시작했는데, 이는 자주 건물 설계의 기술적인 측면을 희생하면서 이루어졌다. 또한  주로 집중했다. 또한 보통 부유한 고객들과 거래하며 대개 신고딕양식이나 스코티쉬 배로니얼 양식으로 지어진 많은 영국의 시골집에 의해 정형화된 역사적인 원형에서 유래한 시각적인 가치에 주로 주의를 기울인 "신사 건축가"가 생겨났다. 프랑스의 에콜 데 보자르와 같은 건축 형식의 시도는, 내용과 실현가능성보다는 아름다운 형태를 그려내는 일에 관심을 두었다.
한편으로는 산업혁명이 대량생산, 대량소비의 시대를 열었다. 미학은 한때 값비싼 장인공예의 영역이었던 장신구가 기계적인 생산을 통해 가격이 내려가면서 중산층의 기준이 되었다.
토속건축은 점점 장식적인 경향을 띄었다. 주택 건설자들은 패턴 서적과 건축 잡지에서 찾을 수 있는 형태를 이용하여 그 당시의 건축 형태를 사용할 수 있었다.

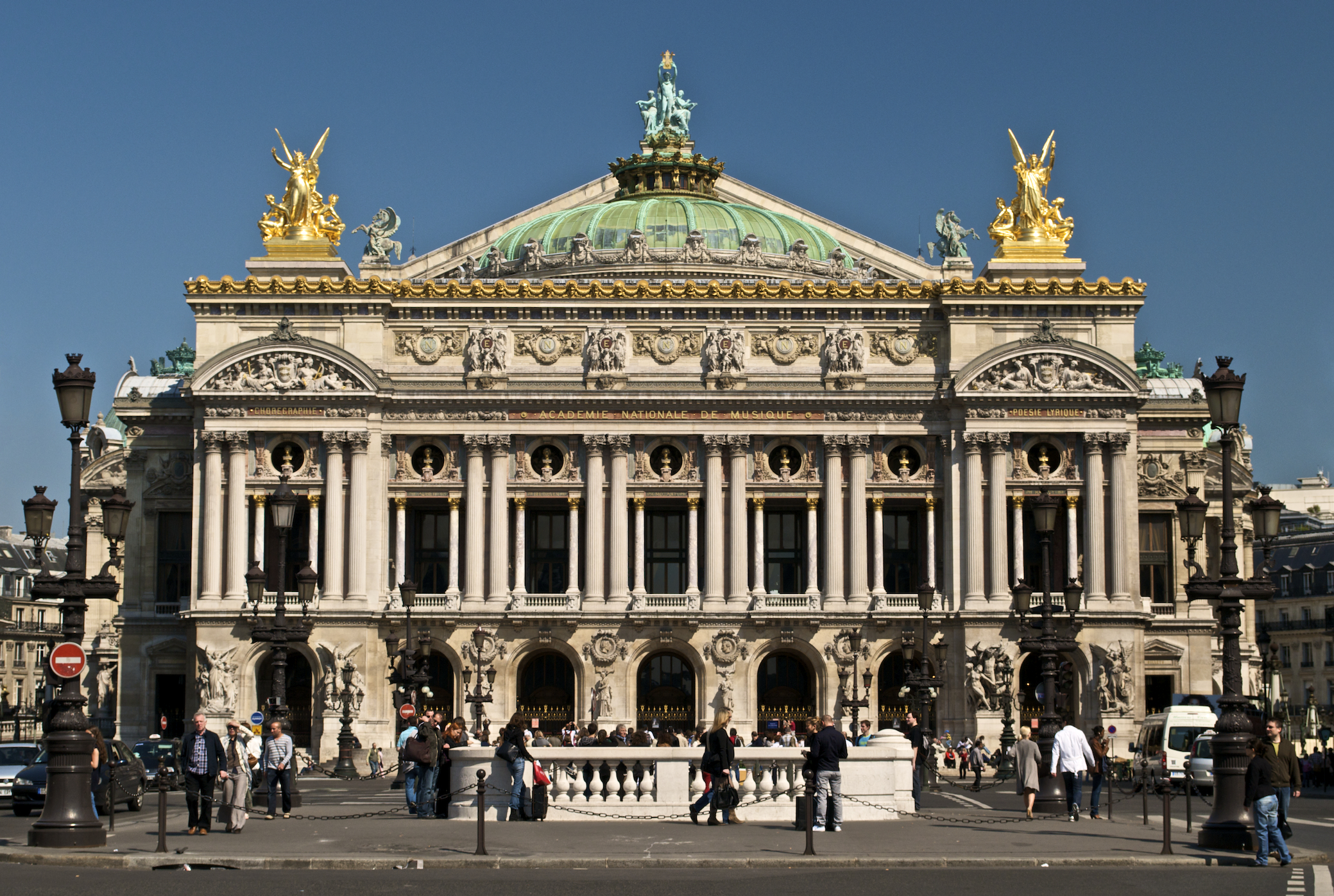
프랑스 파리의 오페라 가르니에
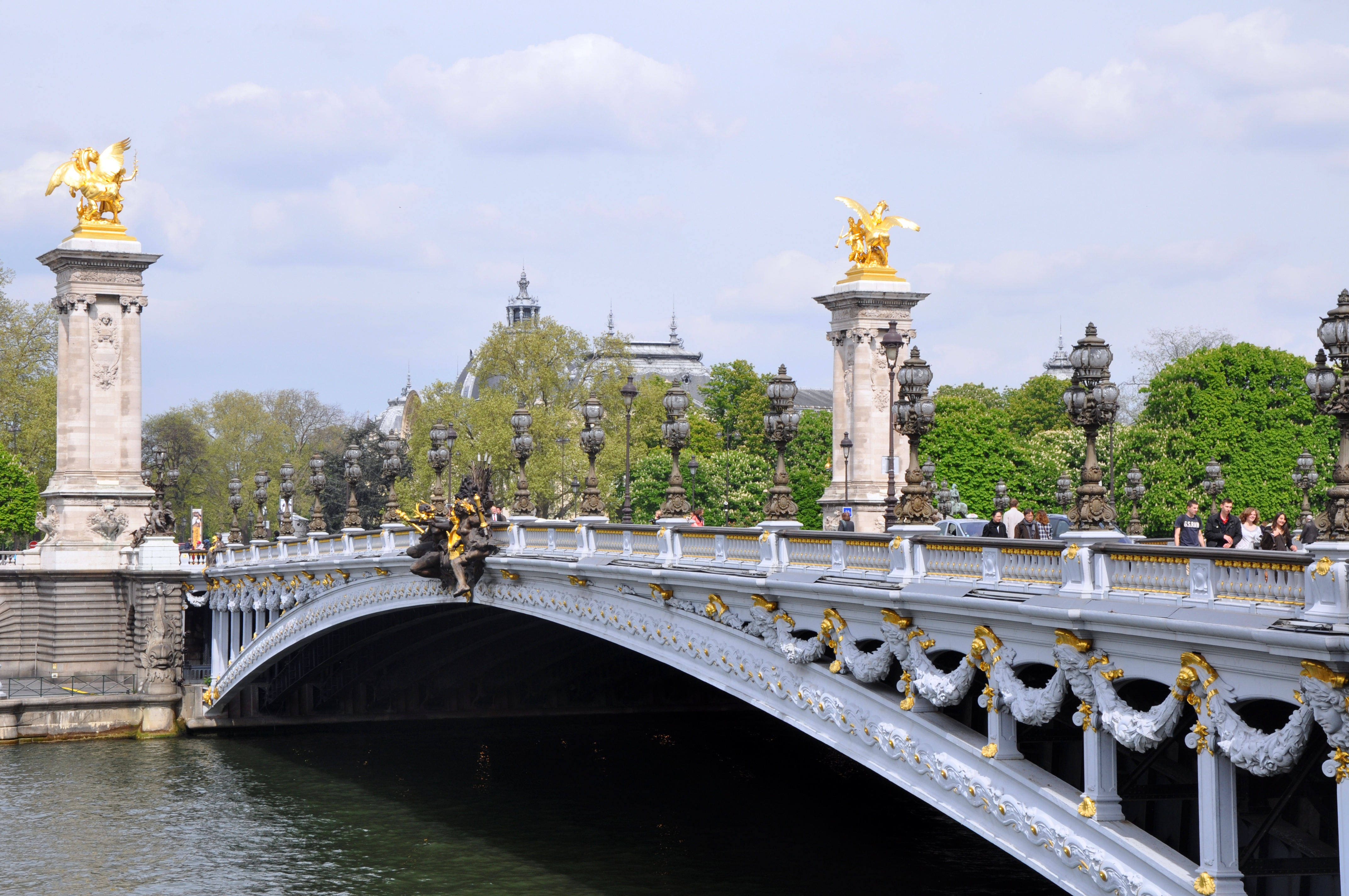
프랑스 파리의 알렉상드르 3세 다리
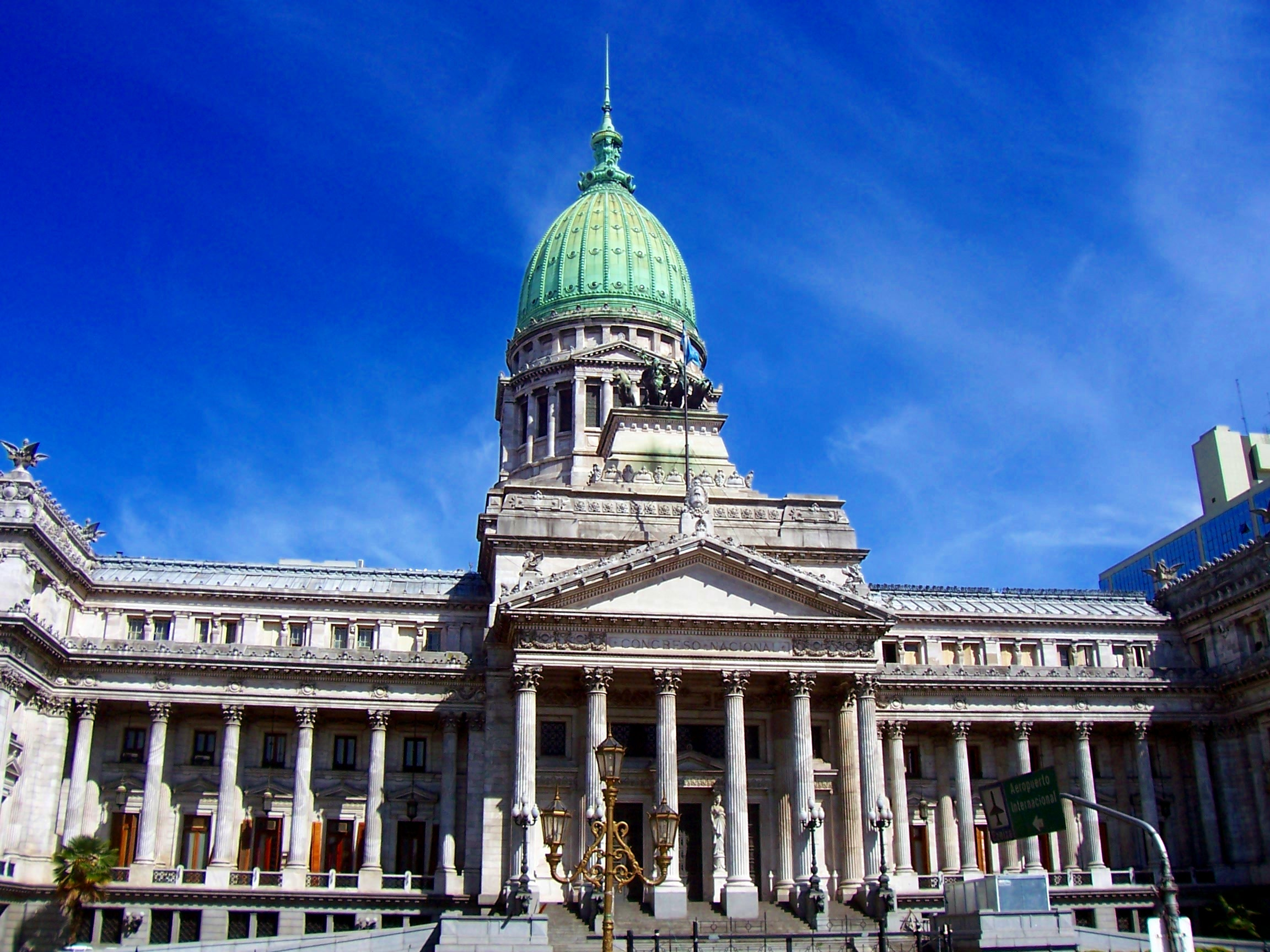
아르헨티나 부에노스 아이레스의 아르헨티나 국회궁전.

### 모더니즘
20세기 초반에 들어서, 복고주의 건축과 정교한 장식에 대한 전반적인 불만족은 현대 건축의 선구자로 활동한 많은 사고의 방향을 탄생시켰다. 이들 중 주목할 만한 것은 독일공작연맹인데, 더욱 뛰어난 공작기계를 생산하기 위해 1907년에 조직되었다. 산업 디자인 직종들의 궐기는 주로 여기에서 발생한다. 이를 따르는 바우하우스는 1919년에 독일 바이마르에 설립되었는데, 건축을 예술, 기술의 궁극적인 융합, 정점으로 바라보면서 건축의 경계를 재정의했다.
현대 건축이 처음으로 시행되었을 때, 그것은 도덕적인, 철학적인, 미학적인 토대를 가진 아방가르드 운동이었다. 제1차 세계 대전 직후에, 선구적인 모더니즘 건축가들은 중산층과 노동계층의 요구를 충족시키는 것에 집중하여 전쟁 이후의 새로운 사회적, 경제적 요구에 적합한 완전히 새로운 양식을 개발하는 것을 추구했다. 그들은 급격히 쇠퇴하는 귀족적인 질서를 뒷받침하는 역사적인 양식들의 학문적인 세련미에 대한 건축적인 관행을 거부했다. 모더니즘 건축가들의 접근방식은 기능적인 세부사항을 선호하여 장식과 역사적인 내용을 제거하며 건물들을 순수한 형태로 줄여나가는 것이었다. 건물들은 그들의 기능적이고 구조적인 요소들을 보여주었고, 장식적인 형태 뒤로 강철 빔과 콘크리트 표면을 숨기지 않고 보여주었다. 프랭크 로이드 라이트와 같은 건축가들은 유기적 건축을 제창했는데, 유기적 건축의 형식은 사람의 거주지와 자연 세계의 조화를 촉진하는 것을 목표로 하여 환경과 목적에 의해 정의된다. 훌륭한 예시로 로비 하우스와 낙수장을 들 수 있다.
미스 반 데르 로에, 필립 존슨, 마르셀 브로이어와 같은 건축가들은 건축 재료에 내재된 가치와 현대적인 건축 기술에 기반을 둔 아름다움을 창조하기 위해 일했고, 전통적인 역사적 형태를 단순화된 기하학적 형태로 바꾸고, 높이 솟은 상부 구조를 탄생시킨 철골 구조 등의 산업 혁명을 통해 가능해진 새로운 의미와 방식을 축하했다. 세기 중반에, 모더니즘은 국제적인 양식으로 바뀌었고, 그 미학은 미노루 야마사키에 의해 설계된 뉴욕의 국제 무역 센터의 쌍둥이 빌딩을 통해 많은 면에서 훌륭한 예시가 된다.

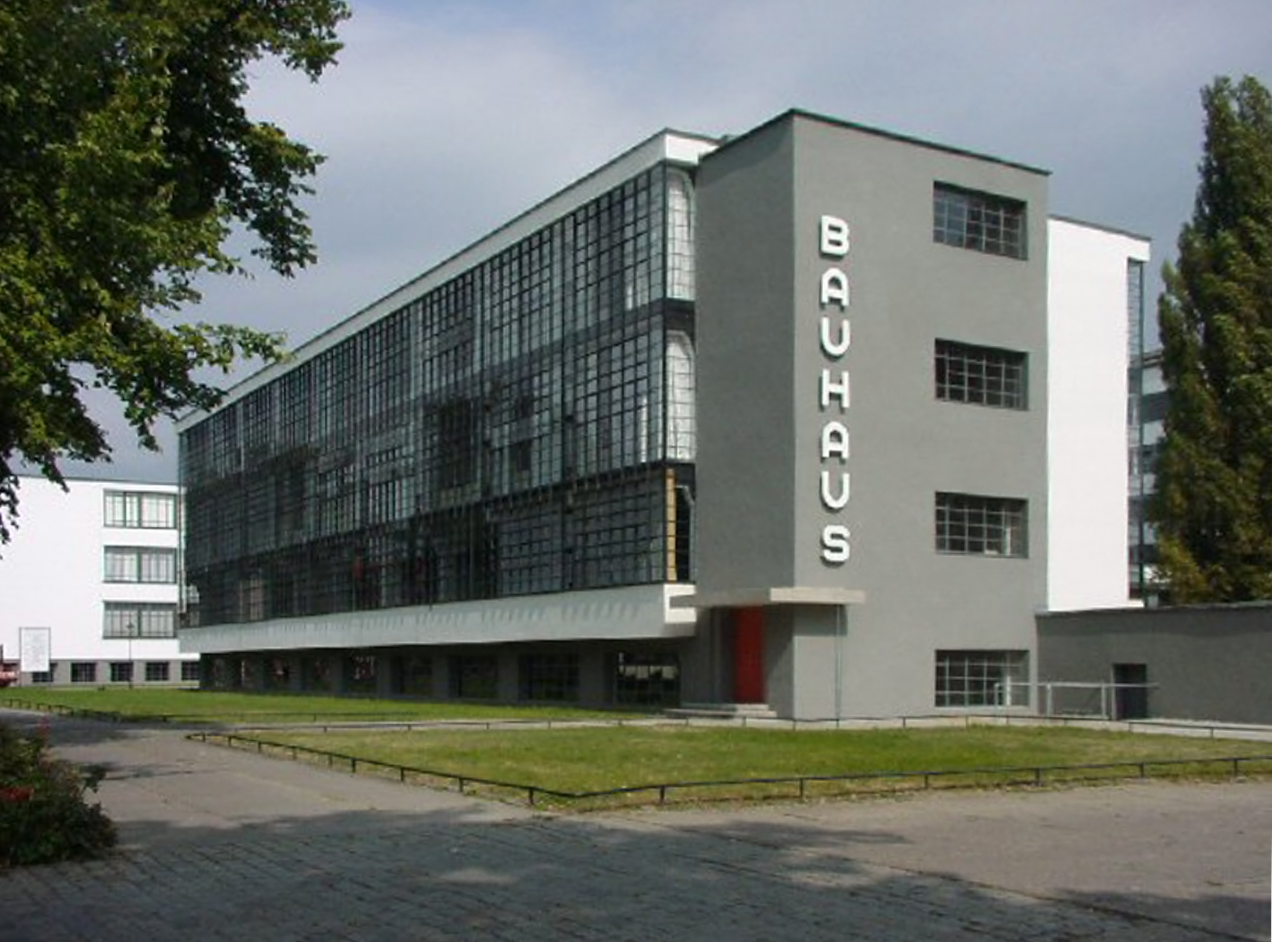
독일 데사우의 바우하우스 건물
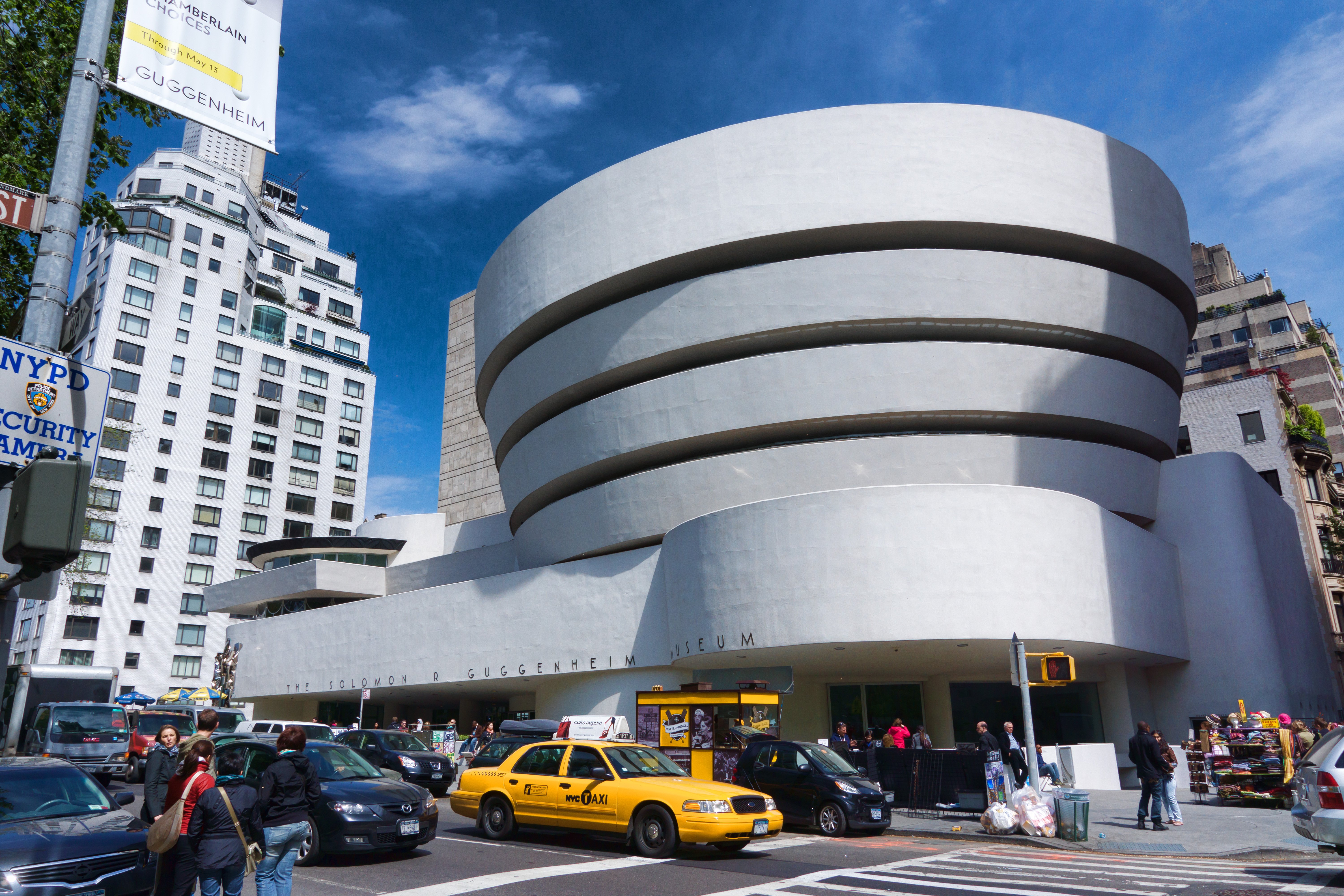
미국 뉴욕의 구겐하임 미술관
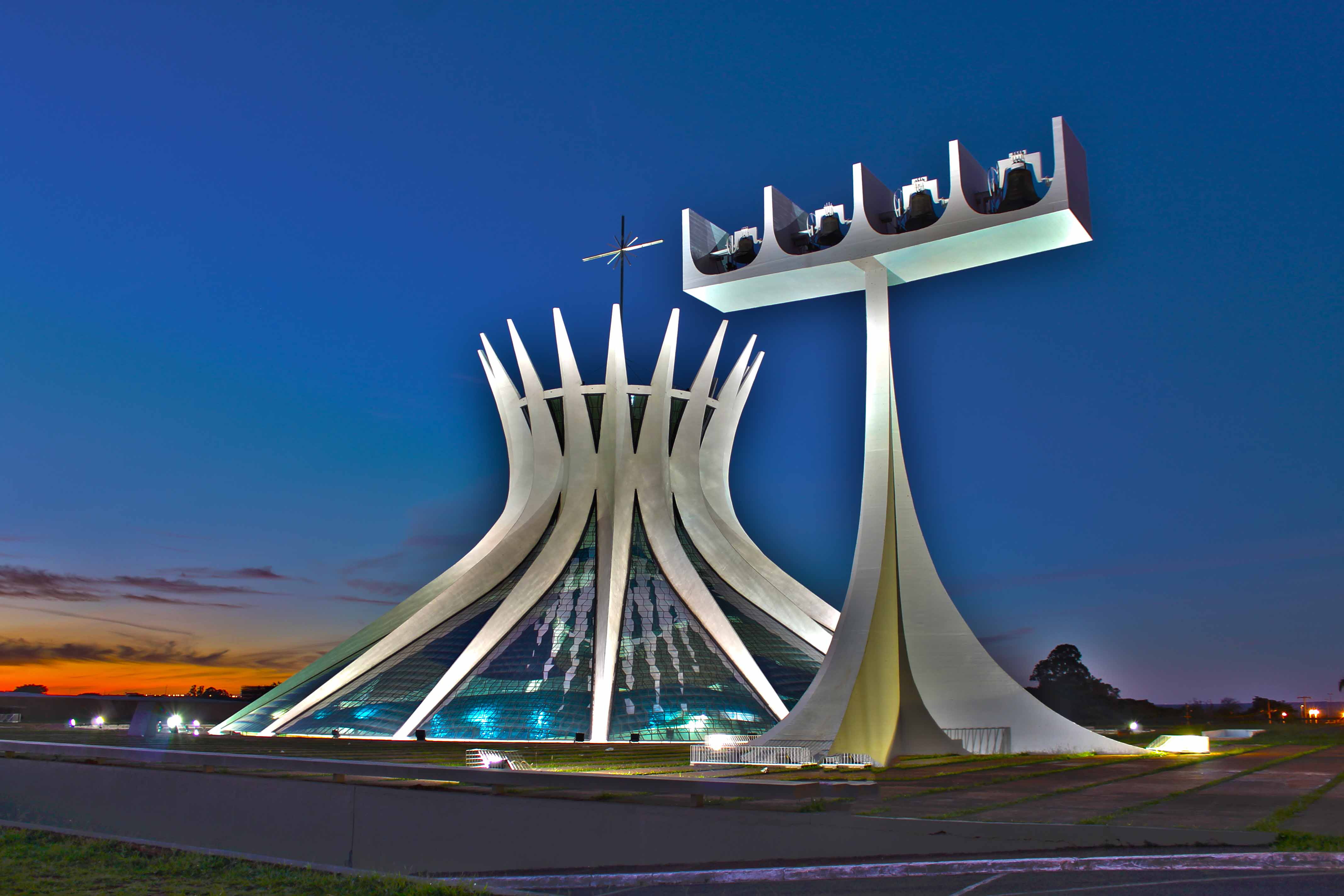
브라질의 브라질리아 대성당

### 포스트모더니즘
많은 건축가들이 모더니즘에 역사적인 양식들의 장식적인 풍요로움이 없는 것을 발견하여 이에 저항했다. 모더니스트의 첫 번째 세대가 제2차 세계 대전 이후에 죽기 시작했을 때, 폴 루돌프, 마르셀 브로이어, 에로 사리넨 등의 두 번째 세대가 마감되지 않은 콘크리트로 만들어진 인상적인 조각적인 파사드를 특징으로 하는 브루탈리즘으로 모더니즘의 범위를 확장하려 시도했다. 하지만 더 어린 전쟁 이후의 세대들조차 모더니즘과 브루탈리즘을 너무 밋밋하고, 정형화되었고, 단조롭고, 시간과 장소와 문화를 관통하여 역사적인 건물이 제공하는 인간적인 경험의 풍요로움을 고려하지 않았다고 비평한다.
모더니즘과 브루탈리즘의 차가운 미학에 대한 그러한 반응은 은유적 건축의 유파가 되었는데, 이는 자연을 영감과 설계의 주된 원천으로 사용하는 생체형태주의와 동물형태적 건축과도 같은 것을 포함했다. 누군가에겐 이것이 단순히 포스트모더니즘의 양식으로 간주되었지만, 다른 사람들은 이것을 그것의 고유한 방향이 있는 유파이며 표현주의 건축의 후기의 발달로 간주한다.

1950년대 후반에서 1960년대경에  시작된 현상학은 미국의 찰스 무어, 노르웨이의 크리스찬 노버그 슐츠, 이탈리아의 에르네스토 나단 로저스, 비토리오 그레고티, 미켈 발로리, 브루노 제비와 같이 모더니즘에 대항한 이른 반응에서 중요한 움직임으로 떠올랐는데, 이들은 역사적인 건물들을 예시와 선례로 삼아 인간적인 경험을 확장시키는 것을 목표로 한 새로운 현대 건축에의 관심을 집단적으로 퍼뜨렸다. 포스트모더니즘은 고아한 고전 건축에서 인기 있거나 토속적인 지역적 건축 양식을 망라하는 전근대적이고 비현대적인 건축양식의 미학을 기반으로 현대적인 건축 기술과 값싼 재료를 조합한 양식을 만들어냈다. 로버트 벤투리는 포스트모던 건축을 '꾸며진 작업장', 즉 내부는 기능적으로 외부는 장식적으로 디자인한 평범한 건물으로 정의했고, 모더니즘, 브루탈리즘주의자의 불필요한 과시적인 구조적 형태가 있는 건물에 맞서 이를 지지했다.

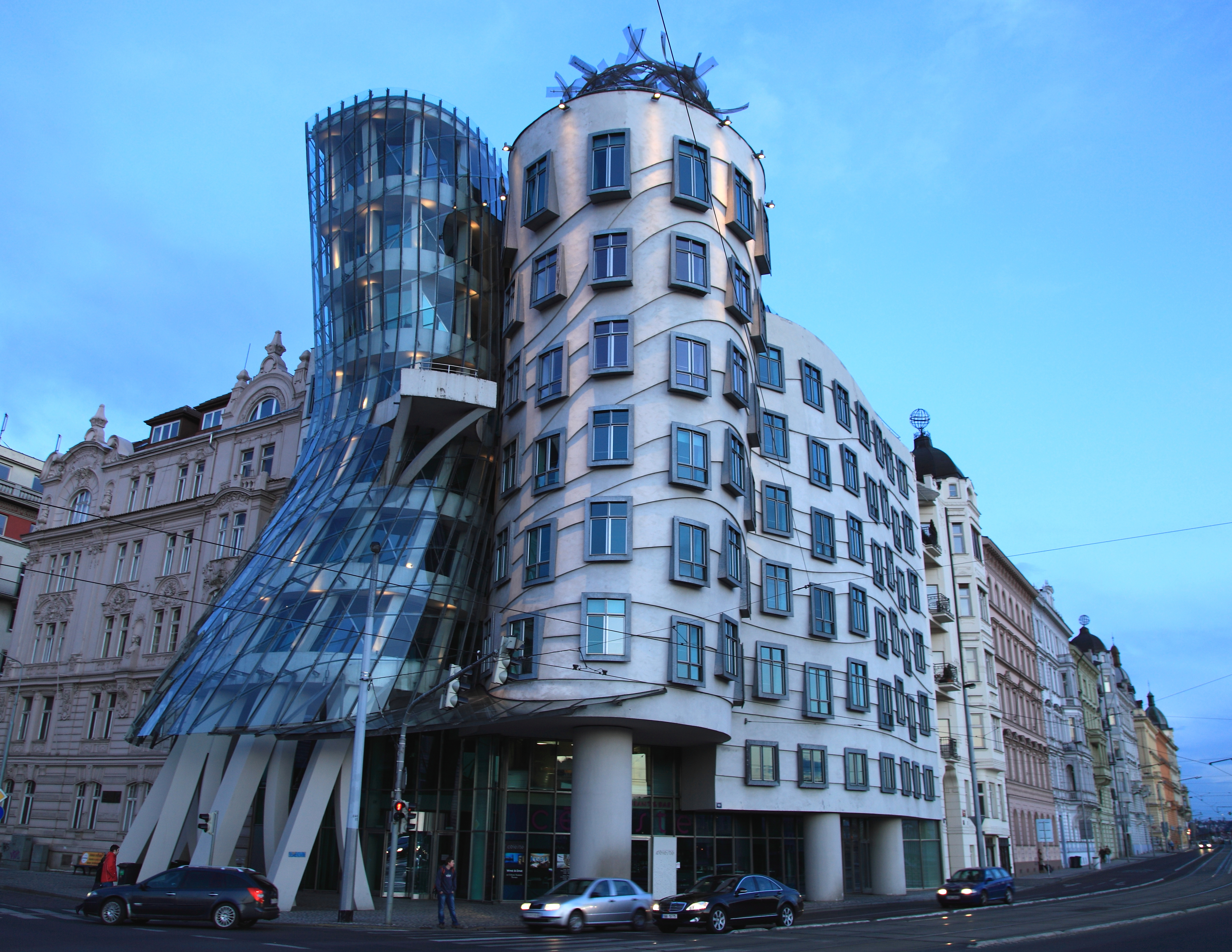
체코 프라하의 댄싱 하우스
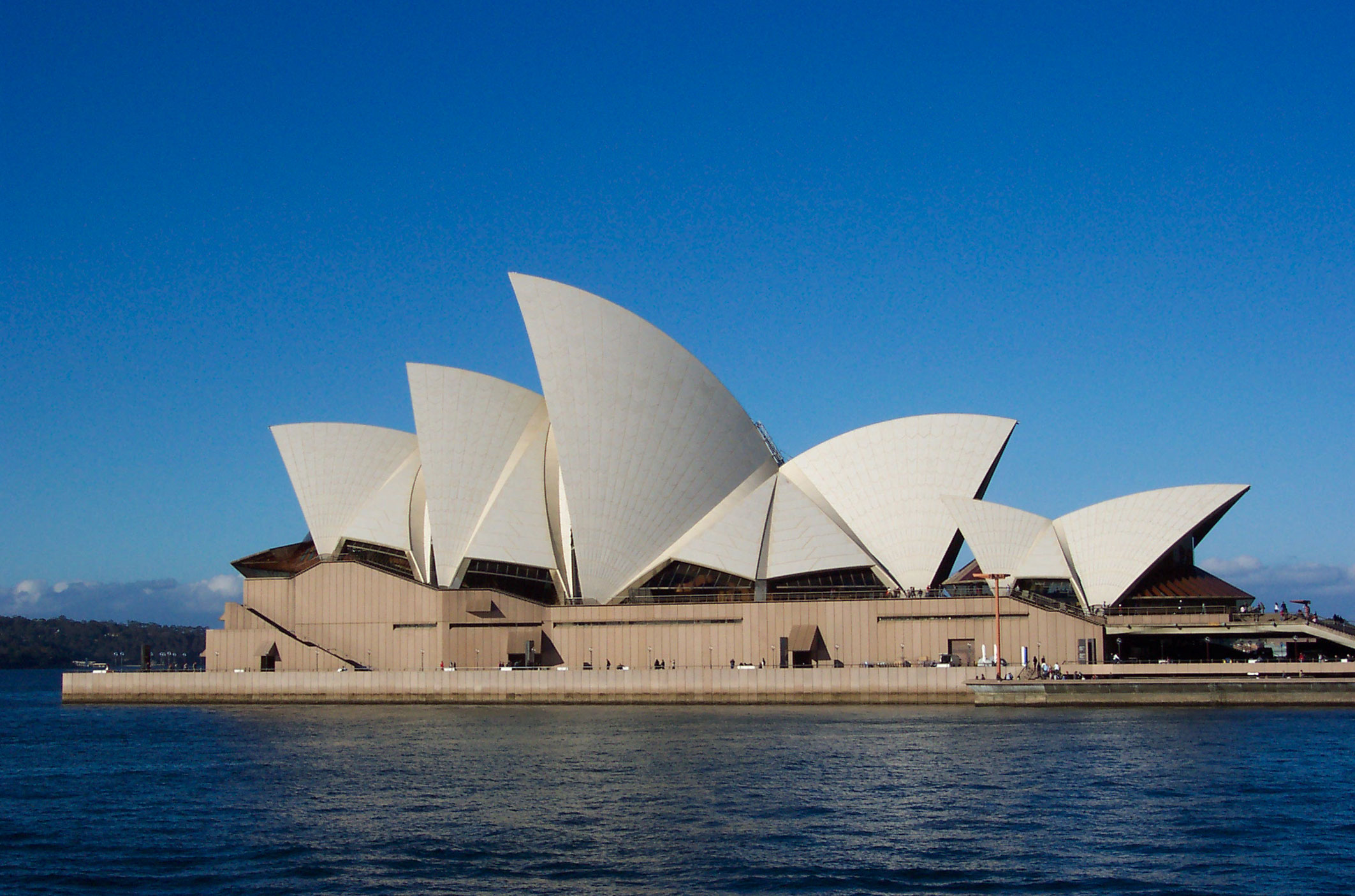
호주의 시드니 오페라 하우스
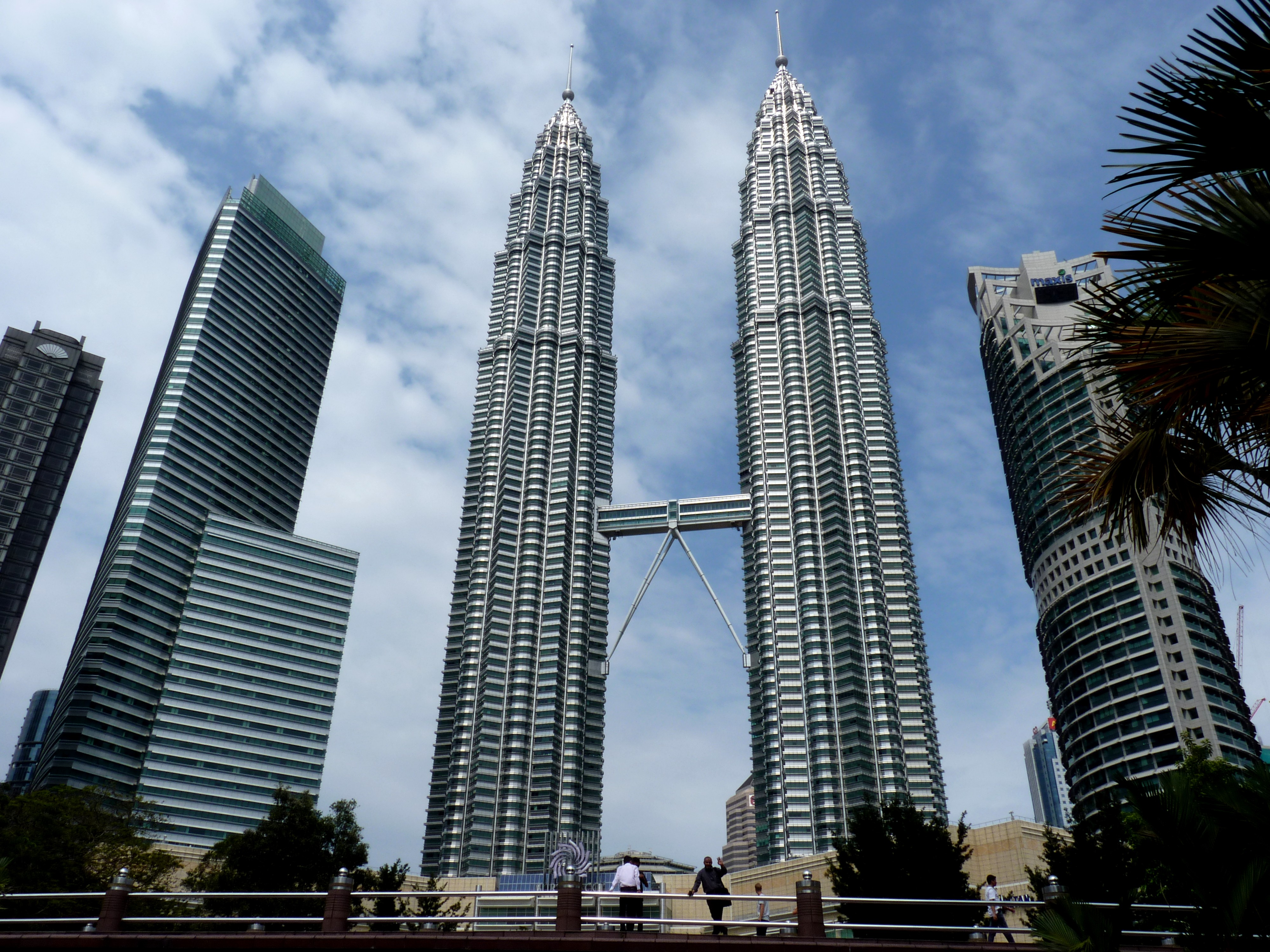
말레이시아 쿠알라룸푸르의 페트로나스 타워

### 오늘날의 건축
1980년대부터 건물의 복잡성이 구조적인 체계, 서비스, 에너지, 기술의 측면에서 증가하면서, 건축 현장은 각각의 프로젝트의 종류, 기술적인 전문지식, 프로젝트를 발주하는 방식 등에 전문적인 역량을 갖춘 종합적인 분야가 되었다. 게다가, 디자인을 담당하는 건축 디자이너와 프로젝트가 필요한 기준을 만족시키고 법적인 문제를 다룰 수 있게 보장하는 건축설계사가 점점 분리되는 중이다. 큰 건물의 설계를 위한 준비작업은 점점 복잡해지고 견고함, 지속가능성, 질, 자금, 지역 법의 준수와도 같은 문제에 대한 사전 연구를 필요로 한다. 모더니즘과 포스트모더니즘은 성공적인 건축은 개인주의자들의 개인적인, 철학적인, 또는 미학적인 추구가 아니라 오히려 사람들의 일상적인 필요를 고려해야 하고 행동과학, 환경과학, 사회과학적인 연구에 영향을 받는 설계 계획을 통해 기술을 살 만한 환경을 만들어내는 일에 써야 한다고 느끼는 몇몇의 건축 전문가들에 의해 비판받았다.
환경적인 지속가능성은 건축 전문가들에게 큰 영향을 미치며 주된 이슈가 되었다. 건물의 자금 조달을 지원하는 많은 개발업자들은, 직접적인 비용을 우선적으로 따진 해결책보다 환경적으로 지속가능한 설계를 조장하도록 교육되었다. 주된 예시는 패시브 태양열 난방 건물 설계, 옥상녹화, 생체분해가능성 재료들, 다른 건물의 에너지 사용에의 주의에서 찾을 수 있다. 이 건축의 중대한 변화는 또한 건축 교육기관이 환경에 좀 더 신경쓰도록 만들었다. 많은 건물들에서 그린 빌딩의 지속 가능한 디자인 이론을 추구하는 모습이 점점 늘어나고 있다. 향토적인 건축의 주요한 부분에서 일어난 지속가능한 시도는 점진적으로 환경적으로, 사회적으로 지속가능한 현대의 기술들에 영감을 제공하고 있다. 미국그린빌딩협회의 LEED인증 체계가 중요한 역할을 하고 있다.

동시에, 신도시주의, 은유적 건축, 신고딕 건축의 최근의 동향은 스마트 성장, 건축의 전통, 고전적인 디자인을 높이 평가하고 발전시키는 건축을 향한 지속가능한 접근 방식을 제공한다. 이는 개별적인 주택 개발 단지와 교외 스프롤과 대조되는 만큼이나 근대성과 국제 양식과 대조된다. 많은 나라에서 아주 현대적인 삶을 상징하곤 하는 유리궁전은 주로 외국에서 배워온 건축가들에게 의지하는 성향 때문에 20세기 중반부터 국제적인 양식이 대두되어온 나이지리아같은 개발도상국에서조차 모습을 드러냈다.

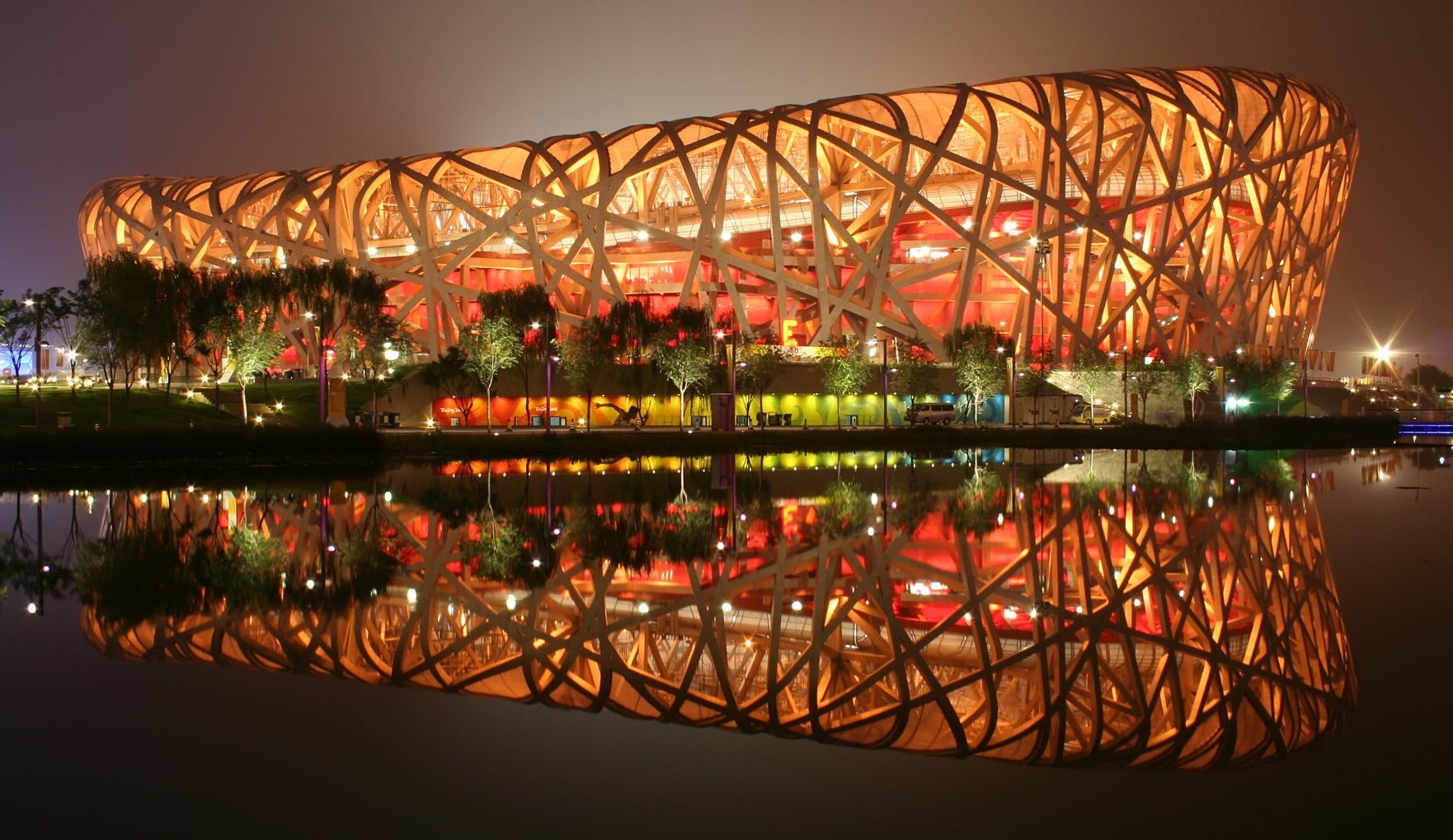
중국 베이징의 국가체육장
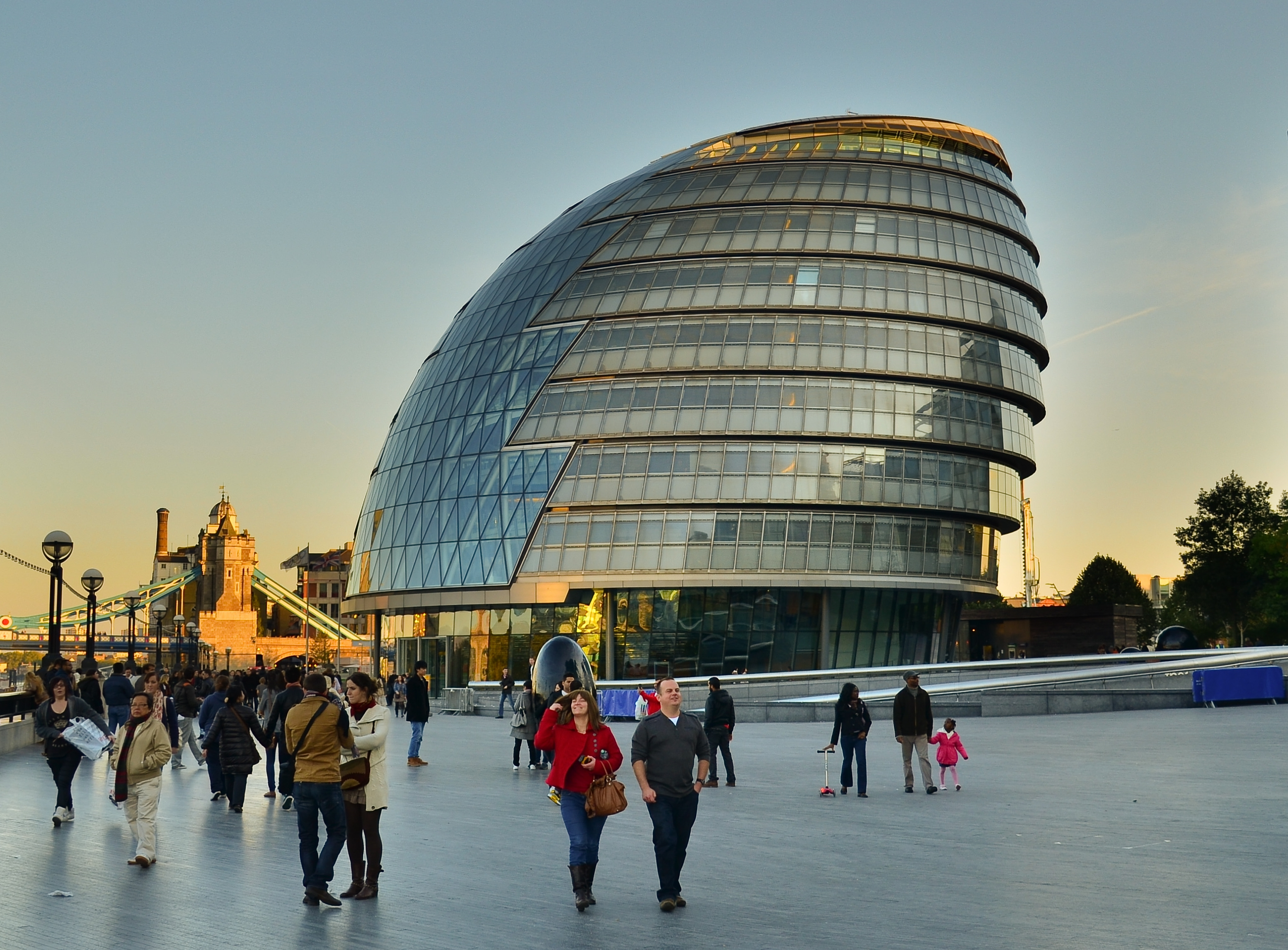
영국의 런던 시청사
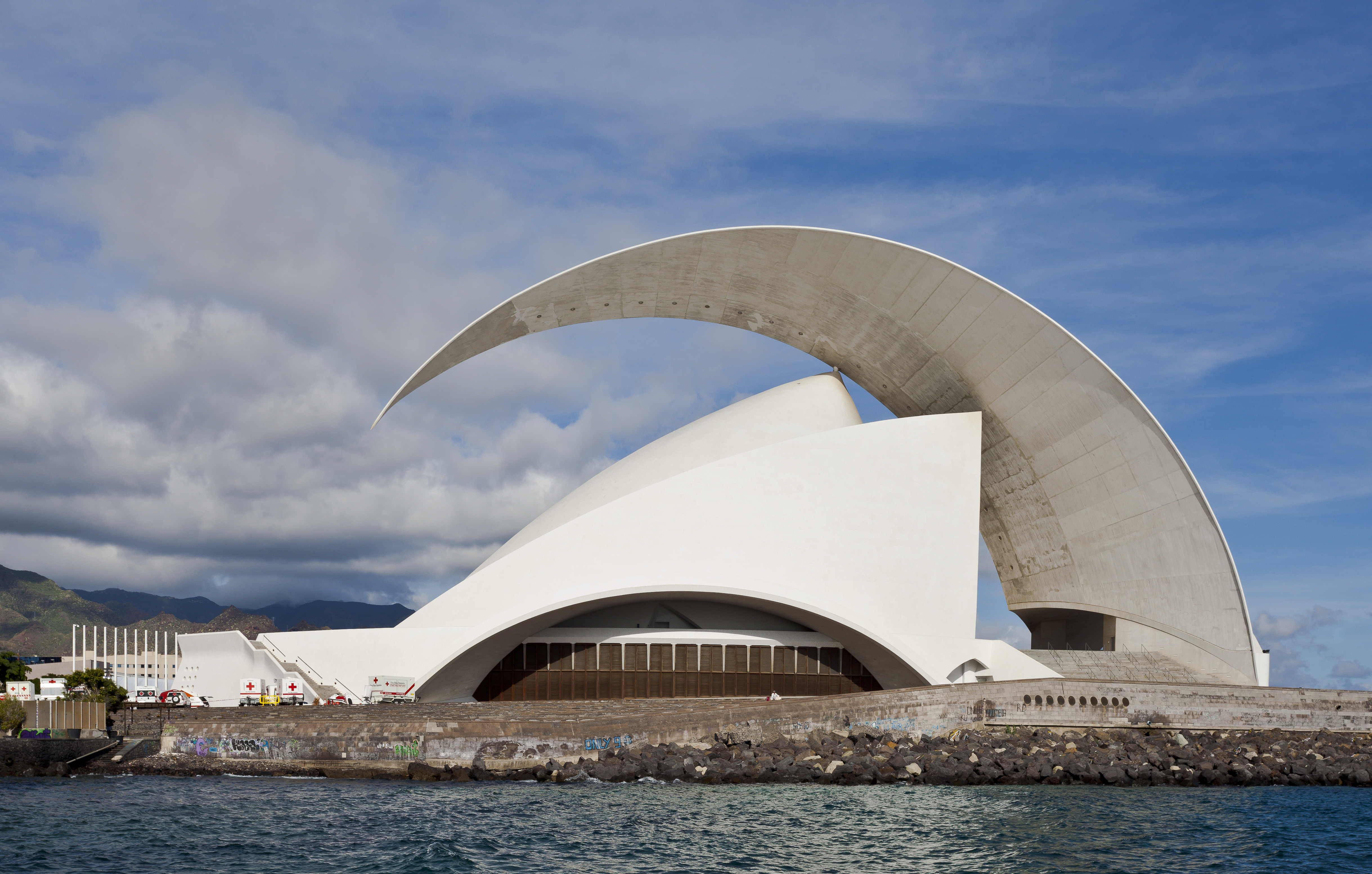
스페인 카나리아 제도의 테네리페 음악당

## 연관된 분야
영어에서 ‘Architecture’가 명칭에 포함되는 것들은 다음과 같다.

### 조경 (Landscape Architecture)
랜드스케이프 아키텍처는 환경적, 사회적, 미학적 목적 달성을 위해 야외 공공 장소, 랜드마크 및 구조물을 설계하는 작업을 말한다. 여기에는 경관이 지닌 기존의 사회적, 생태적, 환경적 조건과 설계 과정에 대한 체계적인 조사가 포함되며 의도하는 결과를 이끌어낼 수 있는 설계 상의 개입이 있다. 직업의 범위는 다음과 같으며 크고 작은 다양한 스케일에서 실천된다.
- 조경 디자인
- 부지 계획
- 빗물 관리
- 환경 복원
- 공원 및 레크리에이션 부지 계획
- 시각적 자원 관리
- 녹색 인프라 계획 및 제공
- 개인 부동산과 주거 경관의 종합 계획 및 설계

### 실내건축
실내건축은 구조적 경계와 그곳에서의 인간의 교류로 형성된 공간의 설계를 말한다. 최초의 설계, 용도가 일부 바뀐 공간을 위한 설계, 혹은 건물 외피를 활용한 완전히 새로운 공간으로의 탈바꿈을 위한 설계일수도 있다. 후자는 주로 지속가능성에 중점을 둔 작업의 일부로 실천되며 재설계를 통한 구조물의 재활용을 추구한다. 실내건축은 구조적 공간에서 발생하는 인간의 모든 필요를 고려한 건물 내부의 설계이며 종종 환경적인 설계, 형태, 실천의 공간예술이라고 불린다. 유사한 개념으로, 실내건축은 건물 내부의 설계를 뜻하는 건축용어이기도 하다.

## 같이 보기
- 건축 설계 대회
- 건축제도
- 건축회사
- 건축양식
- 건축기술
- 건축이론
- 건축상
- 건축자재
- 현대건축
- 드라비다 건축
- 게릴라 건축
- 건축용어모음
- 인간 거주 형태의 목록
- 건축과 수학
- 은유적 건축
- 유기적 건축
- 건축의 개요
- 건축의 사회학
- 지속가능한 건축
- 동물형태적 건축
- 건축학
- 건축학교 목록
- 건축공학
- 건축 양식
- 토목공학

## 메모
1. ↑  건축설계사는 건물이 계획대로 건축되도록 하고 건축 계약을 관리할 책임이 있는 사람이다. 비전문적인 건축적인 시도에서 건축설계사는 건축 디자이너를 겸하며 이 용어는 건축가가 다른 영역의 과정을 수행하는 다른 역할을 나타낸다.